# Augustów
Augustówⓘ é um município no nordeste da Polônia. Pertence à voivodia da Podláquia. É a sede do condado de Augustów e da comuna rural de Augustów.
Em 1795 era uma cidade real do condado de Augustów, na Terra de Bielsko, na antiga voivodia da Podláquia. Mais tarde, em 1827, era a cidade governamental da Polônia do Congresso, localizada no condado de Dąbrowa da voivodia de Augustów. Nos anos 19751–998, a cidade pertencia à voivodia de Suwałki.
Atualmente ela estende-se por uma área de 80,9 km², com 28 917 habitantes, segundo o censo de 31 de dezembro de 2024, com uma densidade populacional de 357 hab./km².

## Localização

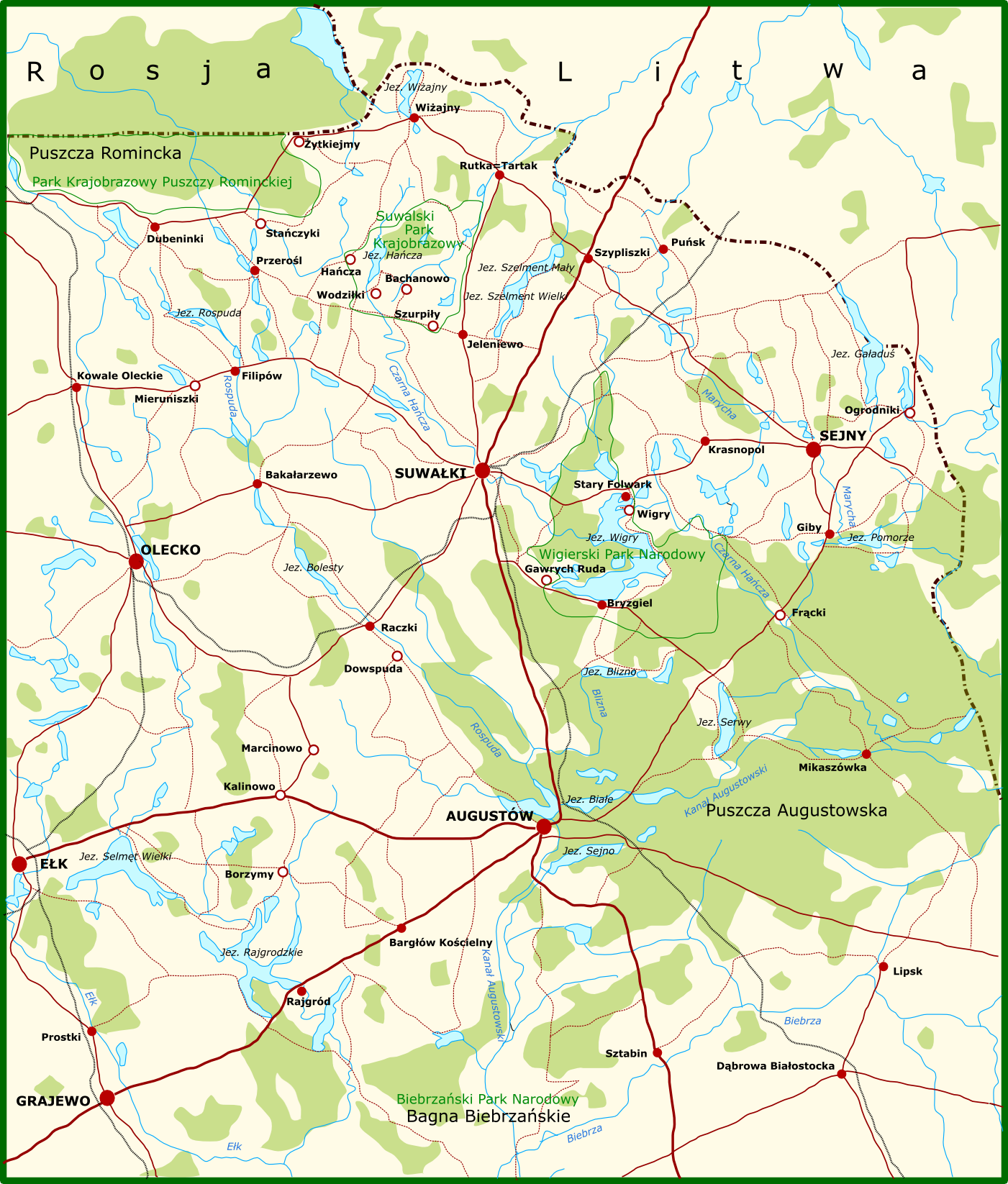
Mapa da localização de Augustów na Região de Suwałki

Segundo a divisão física e geográfica, a cidade está localizada na parte ocidental da planície de Augustów, que faz parte da região dos lagos da Lituânia, no rio Netta, entre 7 lagos: Necko, Białe, Rospuda Augustowska, Sajenek, Sajenko, Studzieniczne e Sajno. O rio polonês mais curto — Klonownica (incluído no livro Guinness) flui próximo à cidade. Augustów é cercada a leste, sul e norte pela Floresta Primitiva de Augustów, a maioria da qual (mais de 114 mil ha.) está localizada na Polônia.
Em termos de administração, Augustów está localizada no centro do condado de Augustów na parte norte da voivodia da Podláquia.
Augustów está localizada em uma área que no início da Idade Média fazia parte de Jaćwieży. Após a colonização desta área por colonizadores mazovianos, lituanos e rutenos, a parte ocidental e mais antiga de Augustów, na margem direita do rio Netta, foi localizada pela primeira vez na terra de Wisła, pertencente à Mazóvia, e depois em 1569 foi incorporada à Terra de Bielsko da voivodia da Podláquia da Coroa do Reino da Polônia, portanto, está localizada na histórica Podláquia. A parte leste da margem esquerda de Augustów estava localizada no condado de Grodno na voivodia de Troki do Grão-Ducado da Lituânia. A cidade está localizada na região de Suwałki.
Linguisticamente, a cidade encontra-se no dialeto Suwałki, que faz parte do dialeto da Mazóvia. Também está localizada na área da Eurorregião de Niemen.

## Comunas vizinhas
Augustów, Nowinka, Płaska

## Distâncias

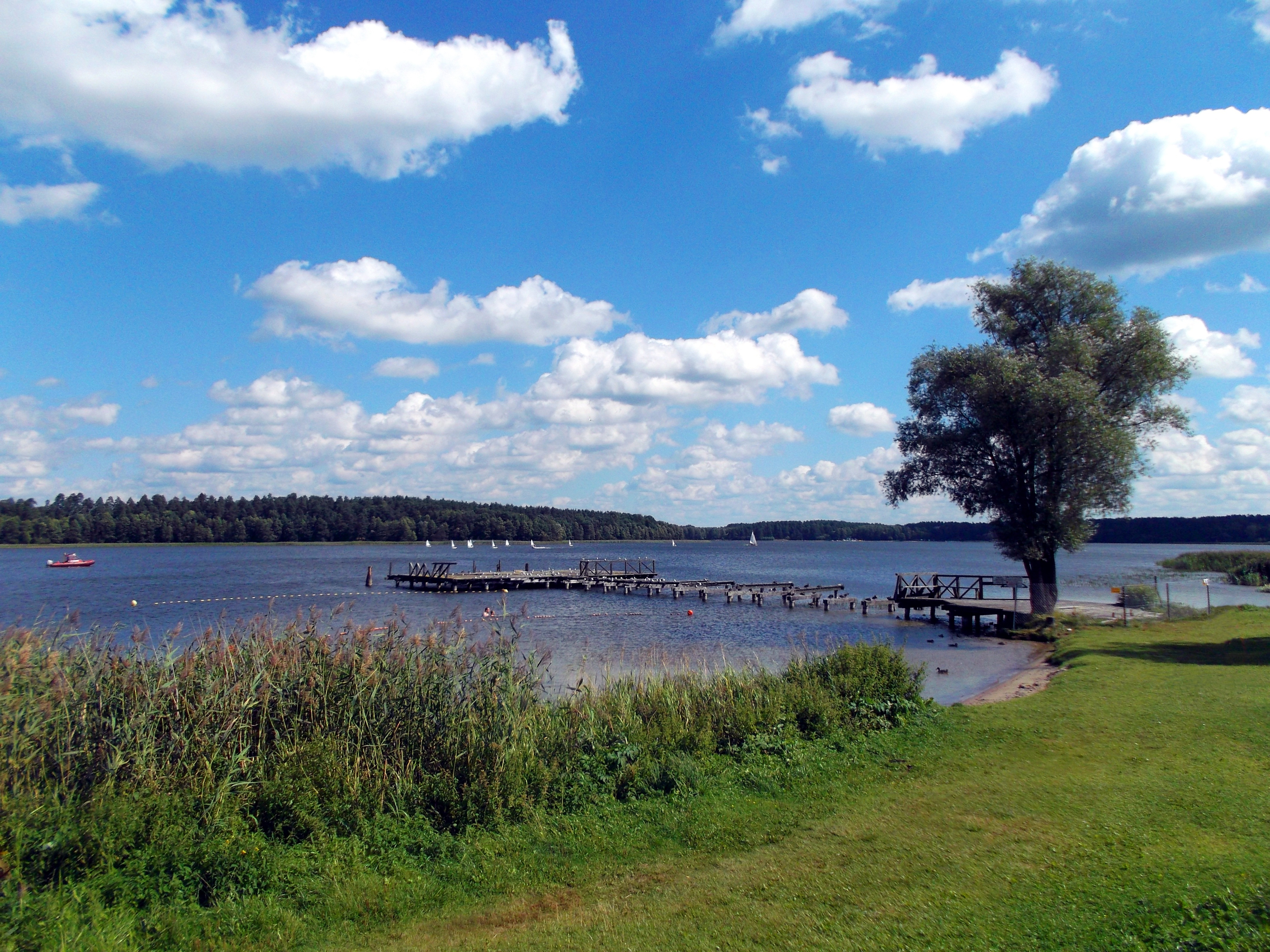
Lago Necko em Augustów visto do distrito de Borki

A distância até as fronteiras do país em linha reta é aproximadamente: com a Bielorrússia — 35 km, Lituânia — 37 km, Rússia — 60 km.
Distâncias rodoviárias para as principais cidades da Polônia e países vizinhos:
- Suwałki — 33 km
- Ełk — 45 km
- Grodno (Bielorrússia) — 65 km
- Białystok — 89 km
- Łomża — 110 km
- Olsztyn — 196 km
- Vilnius (Lituânia) — 214 km
- Kaliningrado (Rússia) — 231 km
- Varsóvia — 254 km
- Gdańsk — 366 km

## Clima
O clima é frio e temperado em Augustów. Existe uma pluviosidade significativa ao longo do ano, mesmo no mês mais seco chove bastante. Este clima é “Dfb” de acordo com a classificação climática de Köppen-Geiger. A temperatura média anual é de 8,0 °C. na cidade de Augustów. Nesta área, a precipitação média anual é de 700 mm.
| Dados climatológicos para Augustów | Dados climatológicos para Augustów | Dados climatológicos para Augustów | Dados climatológicos para Augustów | Dados climatológicos para Augustów | Dados climatológicos para Augustów | Dados climatológicos para Augustów | Dados climatológicos para Augustów | Dados climatológicos para Augustów | Dados climatológicos para Augustów | Dados climatológicos para Augustów | Dados climatológicos para Augustów | Dados climatológicos para Augustów | Dados climatológicos para Augustów |
| Mês                                | Jan                                | Fev                                | Mar                                | Abr                                | Mai                                | Jun                                | Jul                                | Ago                                | Set                                | Out                                | Nov                                | Dez                                | Ano                                |
| ---------------------------------- | ---------------------------------- | ---------------------------------- | ---------------------------------- | ---------------------------------- | ---------------------------------- | ---------------------------------- | ---------------------------------- | ---------------------------------- | ---------------------------------- | ---------------------------------- | ---------------------------------- | ---------------------------------- | ---------------------------------- |
| Temperatura máxima média (°C)      | −1,5                               | 0,1                                | 5,2                                | 12,5                               | 17,8                               | 20,9                               | 23,1                               | 22,4                               | 17,3                               | 10,9                               | 5,4                                | 1,1                                | 11,3                               |
| Temperatura média (°C)             | −3,5                               | −2,5                               | 1,4                                | 7,9                                | 13,4                               | 16,9                               | 19,2                               | 18,4                               | 13,6                               | 7,9                                | 3,5                                | −0,6                               | 8,0                                |
| Temperatura mínima média (°C)      | −5,9                               | −5,2                               | −2,4                               | 2,8                                | 8,2                                | 11,9                               | 14,7                               | 14,0                               | 9,9                                | 5,1                                | 1,5                                | −2,5                               | 4,3                                |
| Precipitação (mm)                  | 48                                 | 43                                 | 45                                 | 48                                 | 64                                 | 75                                 | 87                                 | 75                                 | 64                                 | 53                                 | 47                                 | 51                                 | 700                                |
| Dias com precipitação              | 9                                  | 8                                  | 8                                  | 7                                  | 9                                  | 9                                  | 10                                 | 9                                  | 8                                  | 7                                  | 8                                  | 8                                  | 100                                |
| Umidade relativa (%)               | 86                                 | 84                                 | 78                                 | 69                                 | 68                                 | 68                                 | 72                                 | 71                                 | 76                                 | 81                                 | 87                                 | 86                                 | 77,2                               |
| Fonte: 2023-07-05                  |                                    |                                    |                                    |                                    |                                    |                                    |                                    |                                    |                                    |                                    |                                    |                                    |                                    |

## Estrutura da superfície

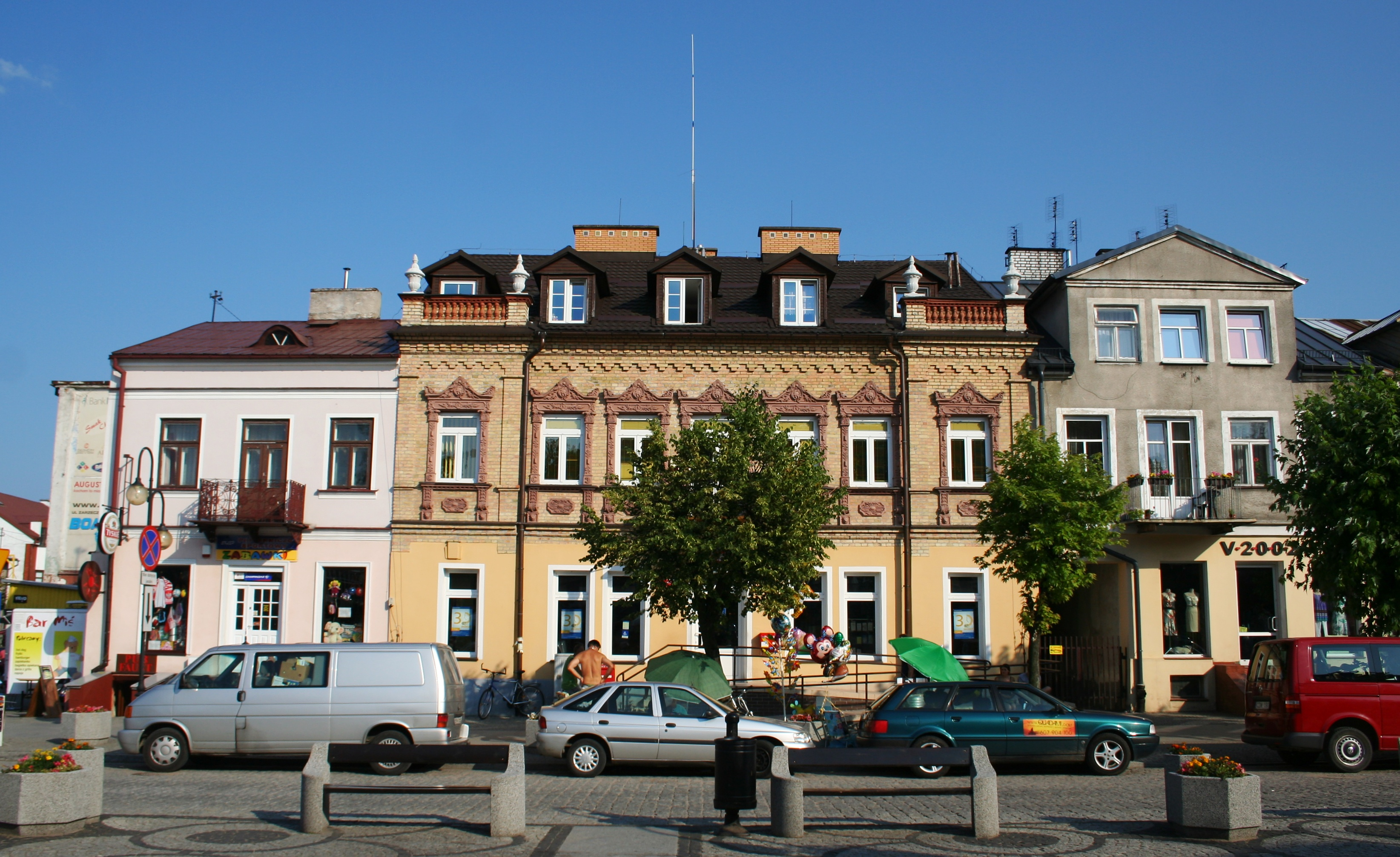
Praça Zygmunt August

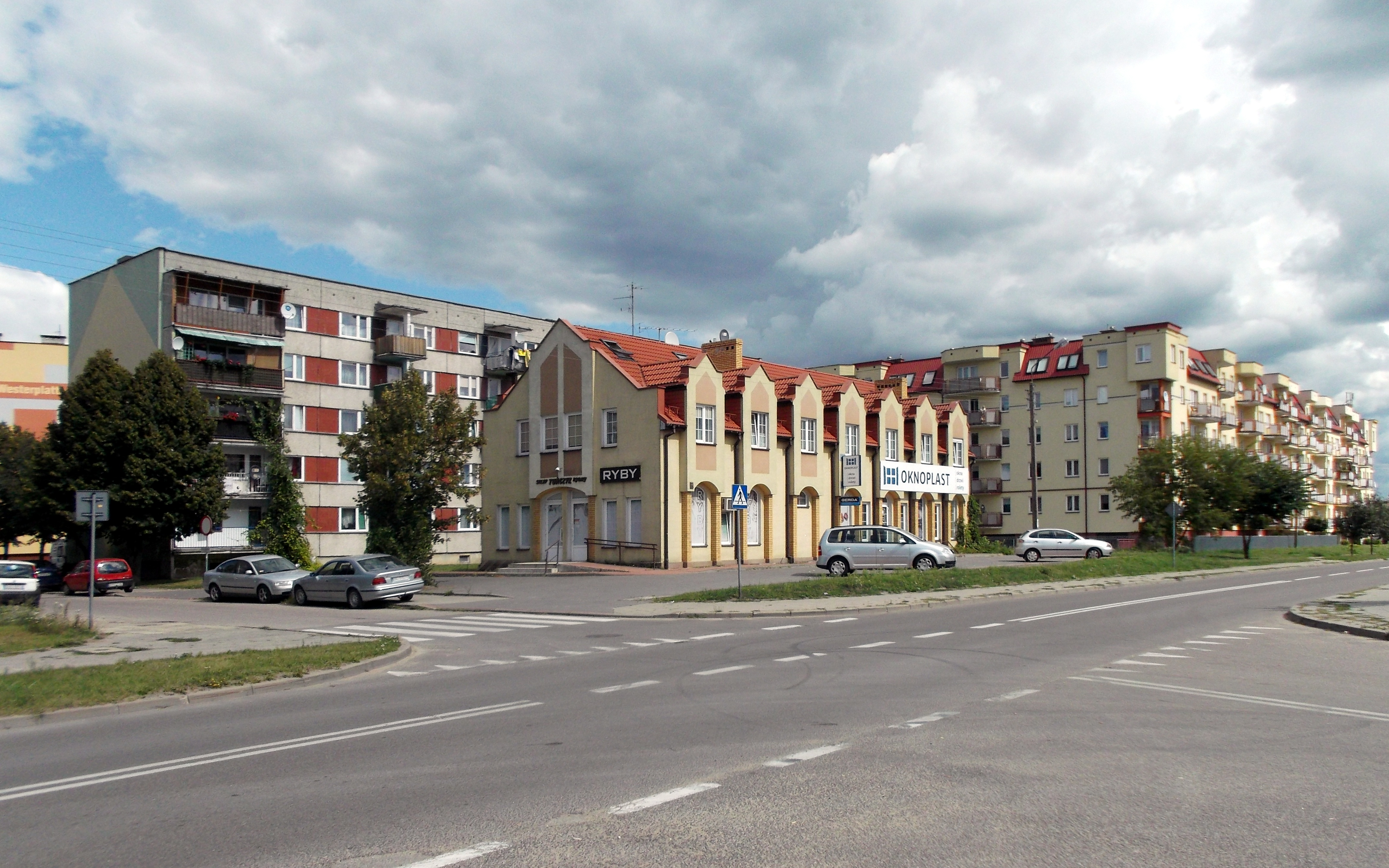
Conjunto habitacional sul — rua Obrońców Westerplatte

Segundo dados de 2022, Augustów possui uma área de 80,9 km², incluindo:
- terras agrícolas: 27%
- terra da floresta: 35%

Os habitantes de Augustów constituem cerca de 53,12% da população do condado de Augustów, constituindo 2,55% da população da voivodia da Podláquia.
Em 1973, as seguintes vilas foram incorporadas a Augustów: Przewięź, Sajenek, Studzieniczna, Swoboda e Wojciech, bem como a área de florestas estaduais (parte da Floresta Primitiva de Augustów) com uma área de 1674 ha. com os lagos: Białe Augustowskie, Rospuda Augustowska, Sajenek, Sajenko, Sajno e Studzieniczne. Portanto, o desenvolvimento urbano compacto ocupa apenas uma pequena parte no centro da área administrativa da cidade, e a maioria da superfície da cidade é coberta por florestas e lagos.

## Conjuntos habitacionais, ruas

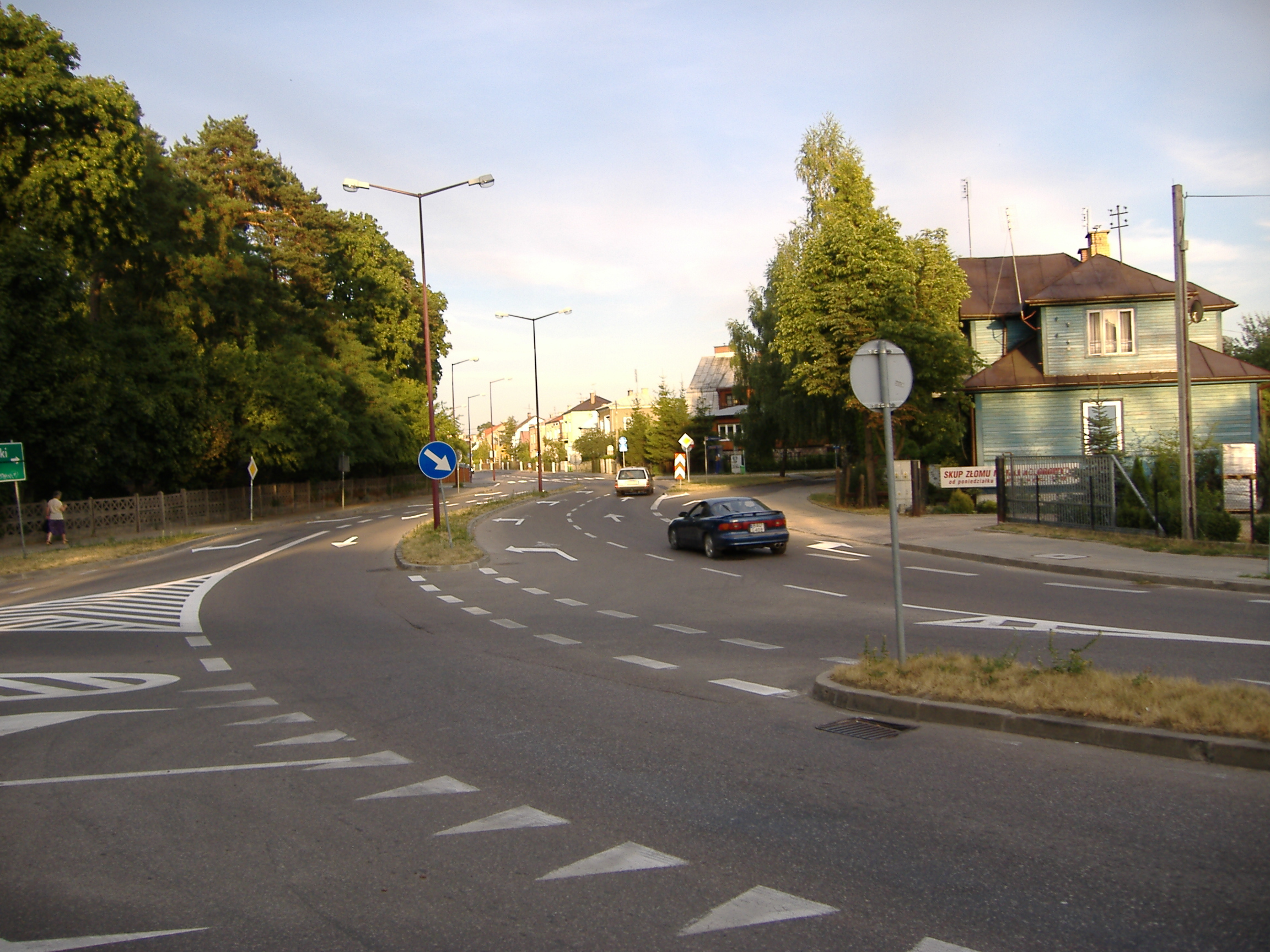
Rua Partyzantów

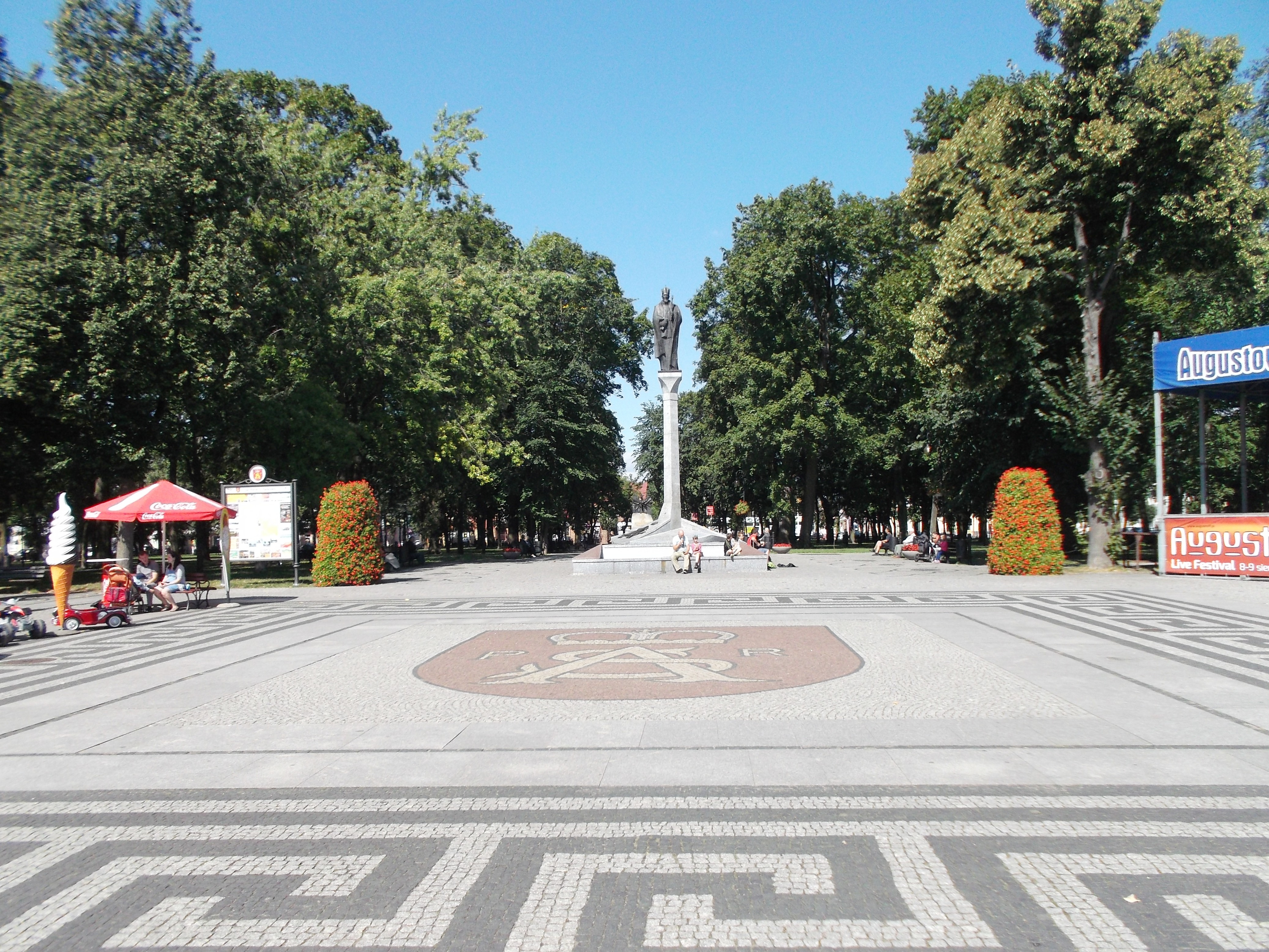
Parque municipal e o monumento a Sigismundo II Augusto em Augustów

Desde setembro de 2015, Augustów foi dividido em três grandes conjuntos habitacionais com o estatuto legal de uma unidade auxiliar da cidade: Conjunto habitacional Leste, Conjunto habitacional Oeste e Conjunto habitacional Uzdrowisko.
Conforme o registro TERYT em Augustów, em 2014 havia 313 ruas e 12 partes integrantes da cidade: Borki, Klonownica, Kolonia Augustowska, Lipowiec, Przewięź, Sajenek, Studzieniczna, Swoboda, Wojciech, Wójtowskie Włochy, Wypusty, Zarzecze.
Como é habitual e nos documentos da Secretaria Municipal, também se distinguem os distritos e conjuntos habitacionais: Bema (Koszary), Glinki, Konopnicka, Limanowskiego (Baraki), Norwid, Ogrody, Południe, Prądzyński (Śródmieście), Przylesie, Praça Zygmunt August, Silikaty, Ślepsk, Wojska Polskiego.

## Proteção da natureza
Augustów está localizada na área dos “Pulmões Verdes da Polônia”. Nos limites de Augustów, há toda a flora da reserva natural de Brzozowy Grąd (na ilha do lago Studzieniczne) e uma parte da reserva natural de Stara Ruda (na fronteira leste da cidade com a comuna de Płaska). Augustów também está localizada na Área de Paisagem Protegida “Floresta e Lagos de Augustów”.

## Demografia
Conforme os dados do Escritório Central de Estatística da Polônia (GUS) de 31 de dezembro de 2024, Augustów é uma cidade pequena com uma população de 28 917 habitantes (4.º lugar na voivodia da Podláquia e 150.º na Polônia), tem uma área de 80,9 km² (2.º lugar na voivodia da Podláquia e 49.º lugar na Polônia) e uma densidade populacional de 357 hab./km² (26.º lugar na voivodia da Podláquia e 692.º lugar na Polônia). Nos anos 2002–2024, o número de habitantes diminuiu 2,55%.
Os habitantes de Augustów constituem cerca de 53,31% da população do condado de Augustów, constituindo 2,55% da população da voivodia da Podláquia.
| Descrição                         | Total      | Total    | Mulheres   | Mulheres | Homens     | Homens   |
| --------------------------------- | ---------- | -------- | ---------- | -------- | ---------- | -------- |
| unidade                           | habitantes | %        | habitantes | %        | habitantes | %        |
| população                         | 28 917     | 100      | 15 347     | 53,1     | 13 570     | 46,9     |
| superfície                        | 80,9 km²   | 80,9 km² | 80,9 km²   | 80,9 km² | 80,9 km²   | 80,9 km² |
| densidade populacional (hab./km²) | 357        | 357      | 189,6      | 189,6    | 167,4      | 167,4    |

### População de Augustów ao longo dos séculos
Mudanças na população de Augustów desde o século XVII até os dias atuais.
(*) — dados estimados

## História

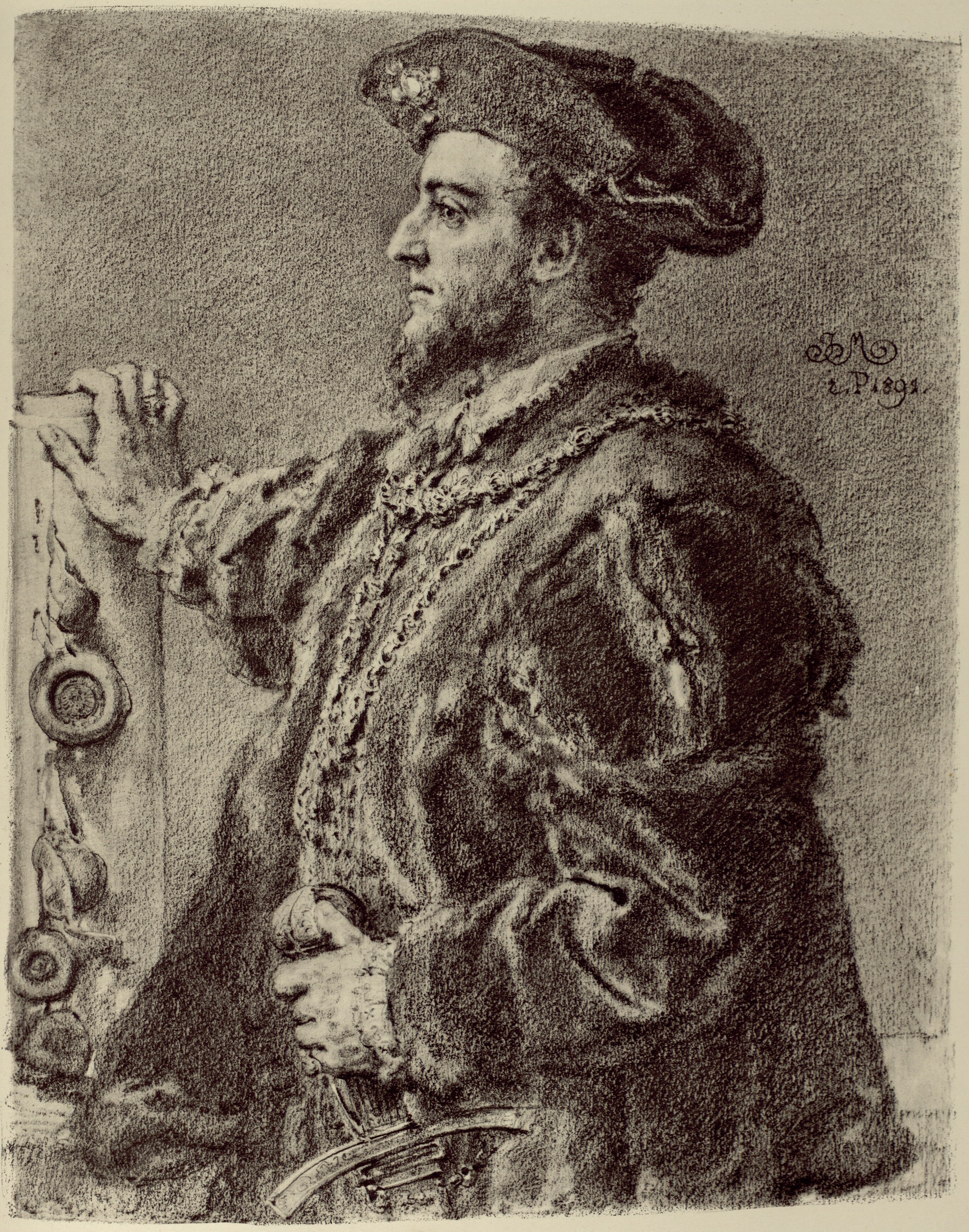
Sigismundo II Augusto — o fundador de Augustów

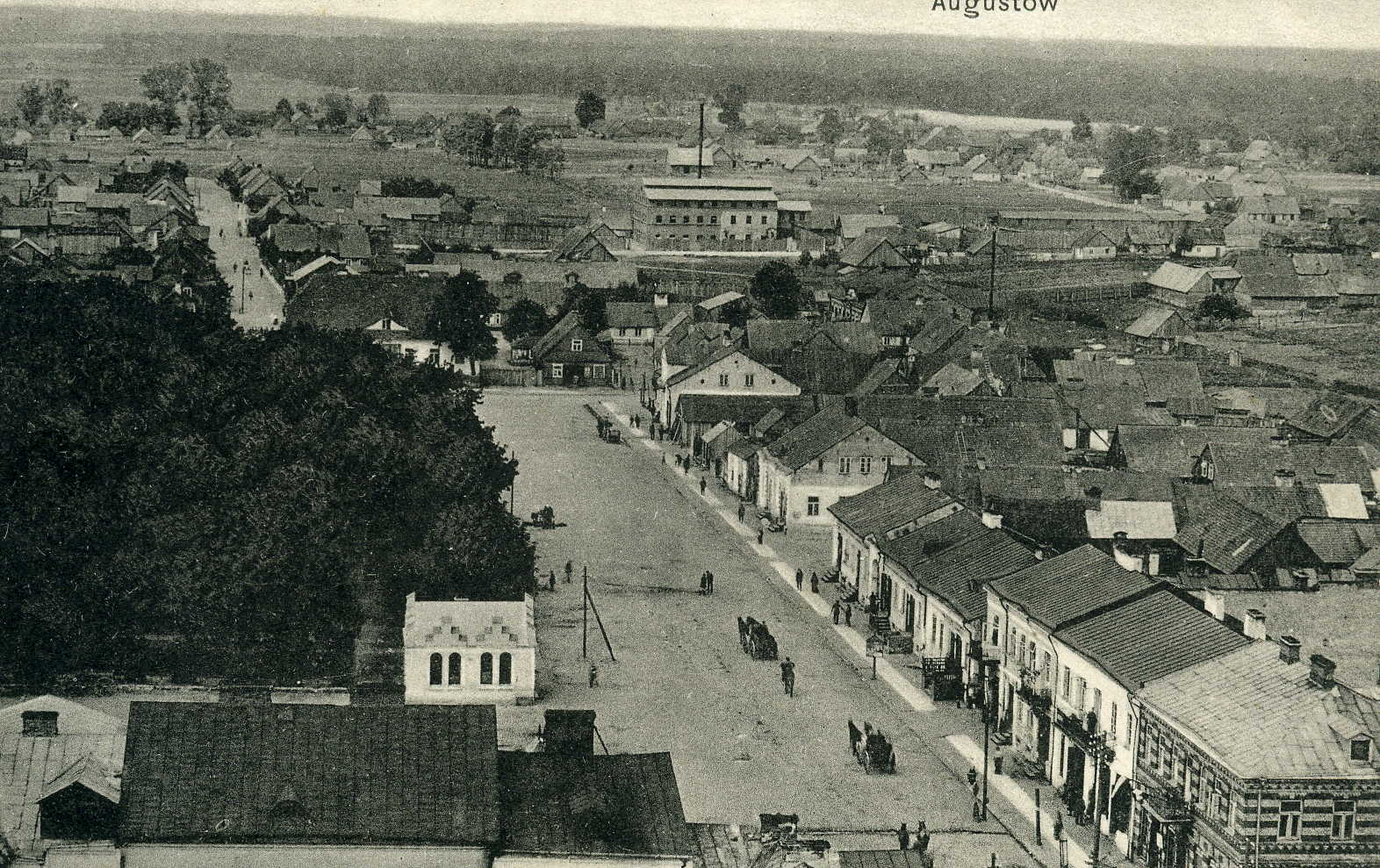
Praça do Mercado em Augustów por volta de 1915

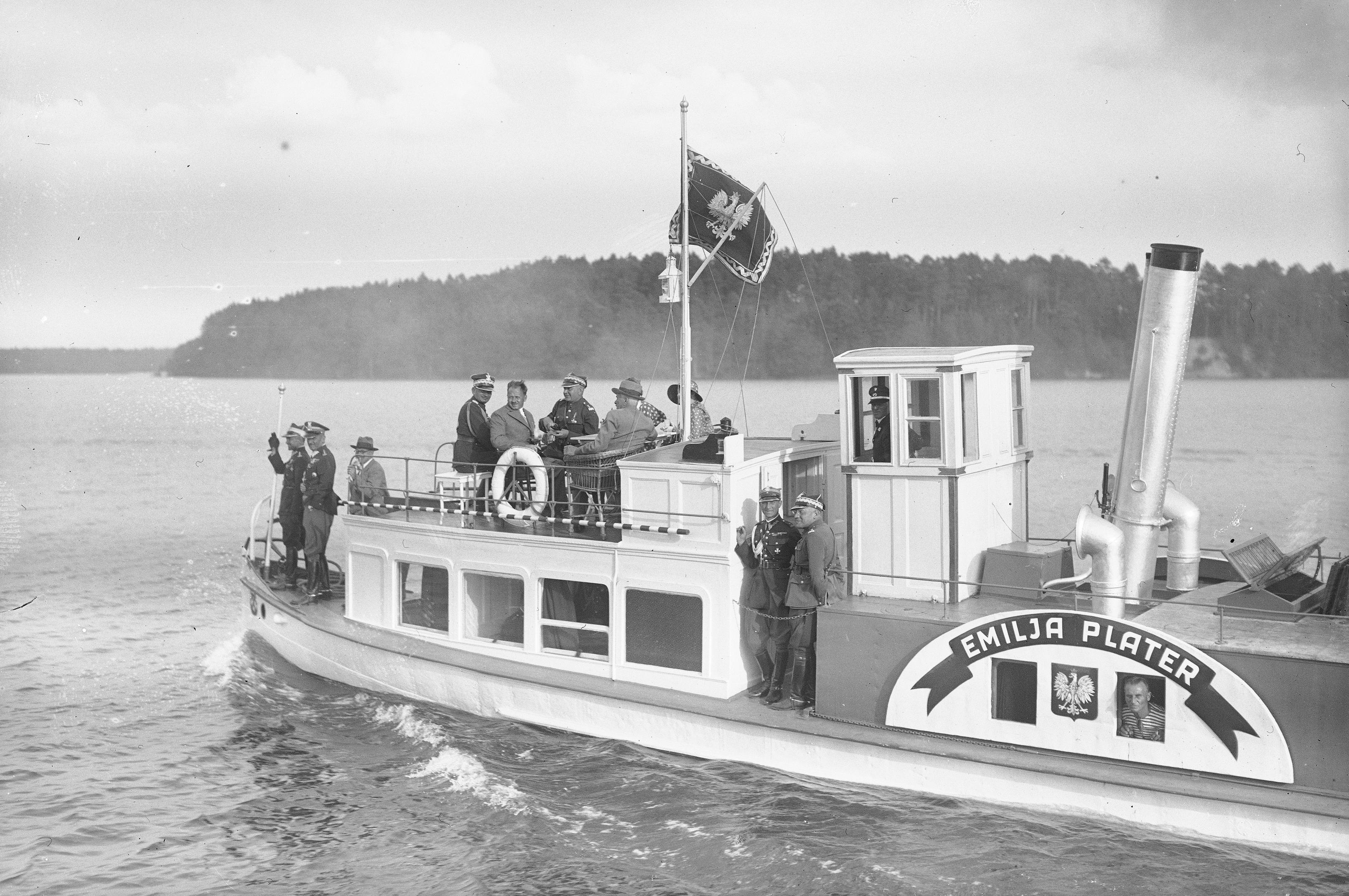
Presidente polonês Ignacy Mościcki em um cruzeiro fluvial em Augustów em 1932

Até o final do século XIII, a área da atual Augustów pertencia às terras habitadas pela tribo dos jotvingianos, finalmente derrotada em 1283 pela Ordem Teutônica. Após a queda de Jaćwież, essas terras foram despovoadas e não foram habitadas até 1422, quando a Paz de Melno estabeleceu os limites nesta área e a recolonização começou. No final do século XIV, no rio Netta, havia um pequeno castelo teutônico “Metenburg”, completamente destruído pelo Grão-Duque Vitautas em 1392, mas não é certo se ele estava localizado na cidade moderna.
Segundo a lenda, Augustów deve sua criação ao primeiro encontro de Sigismundo II Augusto e Bárbara Radziwiłł, que para comemorar o evento fundou uma cidade em seu lugar. De fato, a primeira menção escrita de um assentamento no rio Netta vem de 1496 e diz respeito à câmara de coleta de impostos na travessia do rio. Em 1526, uma pousada foi construída aqui por Jan Radziwiłł no cruzamento das rotas comerciais da Lituânia e Bielorrússia para a Prússia, Varsóvia e Cracóvia.
Em 1550, o starosta de Knyszyn, Piotr Chwalczewski e o arquiteto e engenheiro Job Preytfus, foram enviados para delinear o assentamento na margem norte do rio Netta. Augustów não recebeu os direitos da cidade de Magdeburgo até 17 de maio de 1557 do rei Sigismundo II Augusto. Até 1569 Augustów pertencia ao Grão-Ducado da Lituânia. Em 1570, Augustów foi desmembrada de Knyszyn. Após vários anos de desenvolvimento dinâmico, ocorreu uma série de operações militares que levaram a cidade à ruína. Durante o dilúvio sueco, a cidade foi incendiada por tártaros rebeldes do exército de João Casimiro, que estavam insatisfeitos com a distribuição dos despojos da Batalha de Prostki (1656). Durante a Terceira Guerra do Norte (1700–1721), tropas polonesas, suecas, russas, saxãs e de Brandemburgo estiveram estacionadas em Augustów em vários momentos. O exército, além da destruição, trouxe uma peste (1710), que dizimou a população local.
Em 1795, a cidade foi tomada pelos prussianos e em 1807 e 1812 pelo exército napoleônico. O século XIX trouxe uma ligeira melhoria no seu desenvolvimento. Após o Congresso de Viena em 1815, Augustów tornou-se parte da Polônia do Congresso. Tornou-se a capital da recém-criada voivodia de Augustów e, a partir de 1837, da gubernia de Augustów. Os escritórios foram temporariamente colocados em Suwałki devido à falta de edifícios adequados. Projetos para a expansão de Augustów no estilo classicista foram preparados por Henryk Marconi. Em 1825, a construção do Canal Augustów foi iniciada sob a supervisão de Ignacy Prądzyński.
O desenvolvimento de Augustów foi interrompido pela eclosão do Levante de Novembro. Houve lutas próximo de Augustów, e a cidade mudou de mãos. Após a revolta, os planos de expansão da cidade não foram implementados. O Canal Augustów foi concluído em 1839, mas não ganhou a importância econômica planejada. Também durante a Revolta de Janeiro, houve combates próximo de Augustów, durante os quais a unidade sob o comando de Józef “Wawr” Ramotowski se tornou especialmente famosa. Em 1899, com a construção do quartel czarista, Augustów ganhou conexões ferroviárias. No século XIX, o contrabando floresceu na região, causado pela proximidade da cidade com a fronteira da Prússia e da Rússia.
A cidade foi destruída pela Primeira e Segunda Guerra Mundial. No final de setembro de 1939, as autoridades de ocupação soviéticas destruíram o monumento em homenagem a Józef Piłsudski e ergueram um obelisco em homenagem a Josef Stalin em seu lugar; eles também construíram um monumento a Lenin na cidade.
Em 22 de junho de 1941, após a Batalha de Augustów, a cidade foi ocupada pelos alemães. Nos anos 1941−1944 Augustów estava nas fronteiras do Distrito de Bialystok. Em agosto de 1941, os alemães estabeleceram um gueto para a população judaica em Augustów. Foi liquidado em 2 de novembro de 1942.
A ocupação alemã de Augustów terminou em 24 de outubro de 1944, quando a cidade foi ocupada pelas tropas do 50.º Exército e do 3.º Corpo de Cavalaria de Guardas da Segunda Frente Bielorrussa do Exército Vermelho. Em julho de 1945, o Exército Vermelho, o NKVD e o SMERSH, com as unidades do Ministério da Segurança Pública da Polônia, realizaram a operação militar chamada “Caçada humana de Augustów” para capturar os soldados da independência na clandestinidade. Os soviéticos montaram uma rede de campos de concentração na área, onde mantinham os poloneses ao ar livre, amarrados com arame farpado em poços inundados com água.
Na virada das décadas de 1960 e 1970, uma série de assassinatos relacionados a roubos ocorreu em Augustów.
Desde meados da década de 1920, Augustów tornou-se uma popular estância turística de verão. Desde 1993, a cidade tem o estatuto de estância termal (ricos depósitos de turfa e fontes minerais próximas).

## Arquitetura

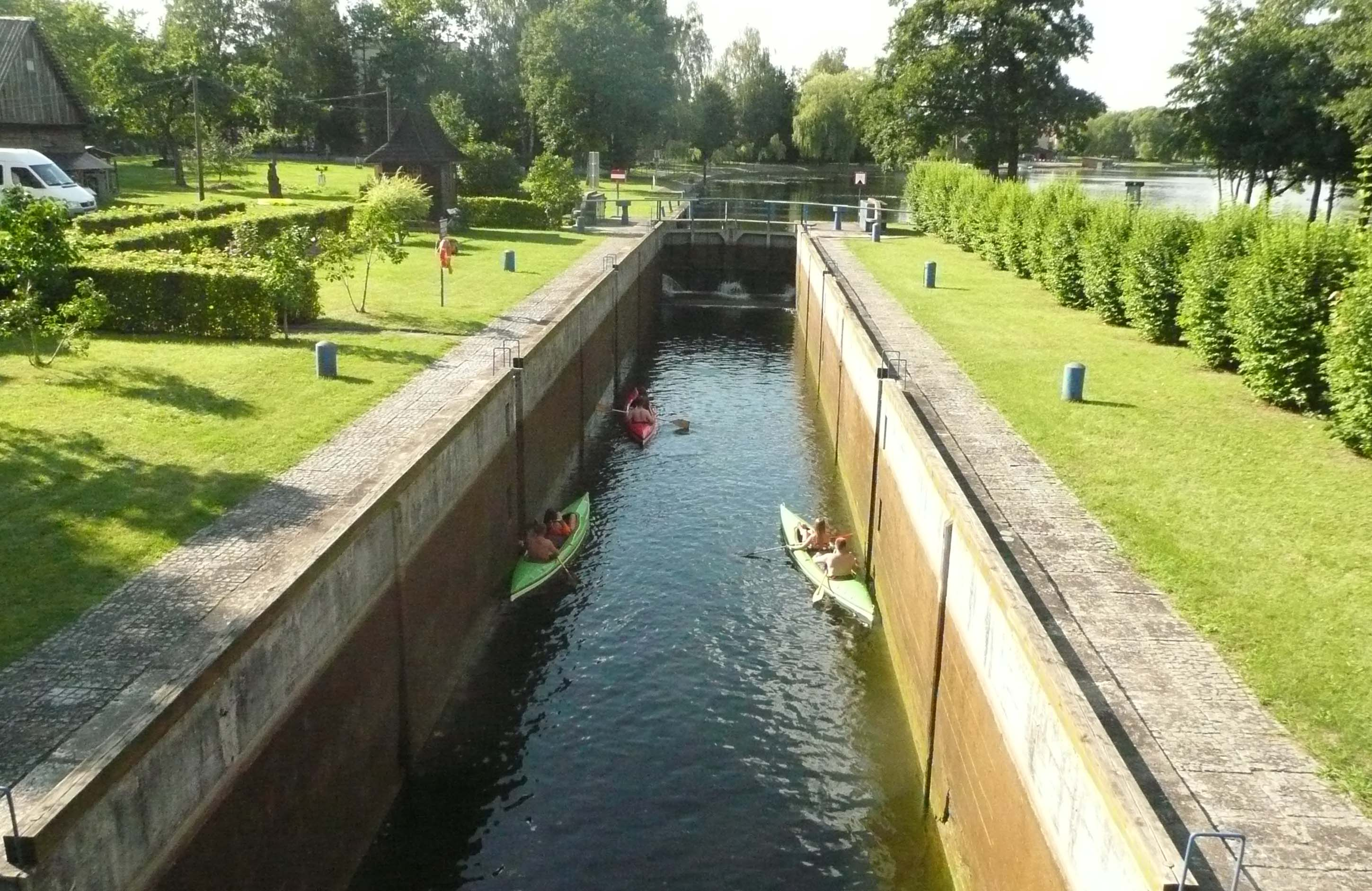
Canoas na eclusa no Canal Augustow (1824-1839)

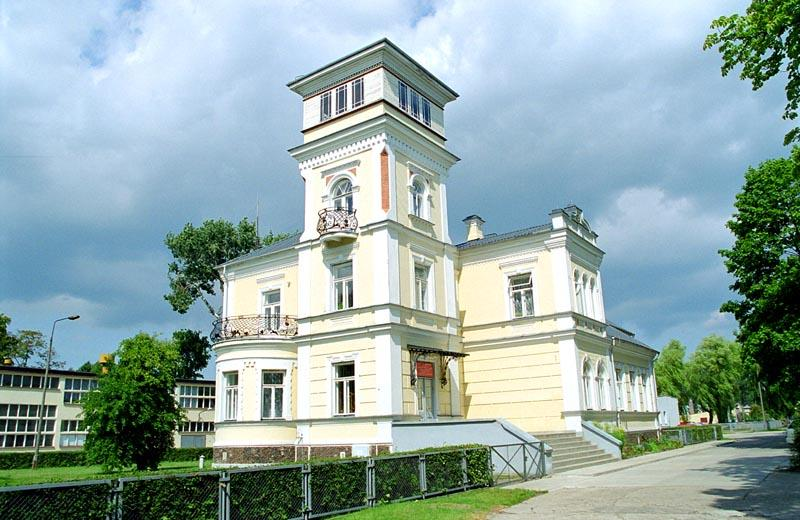
Edifício de Gestão de Água

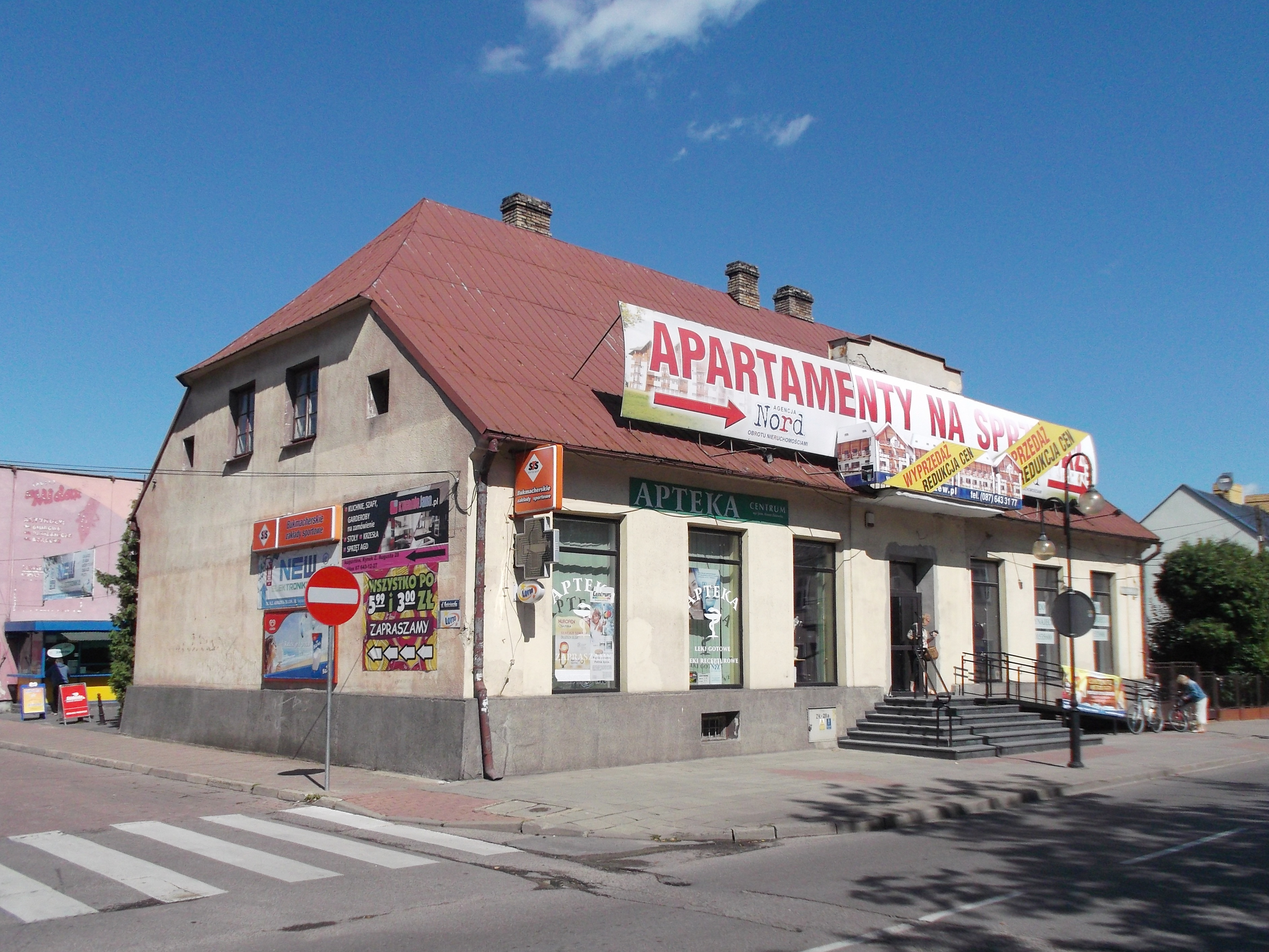
Praça Sigismundo Augusto 28 — um dos edifícios mais antigos da cidade (1800–1801)

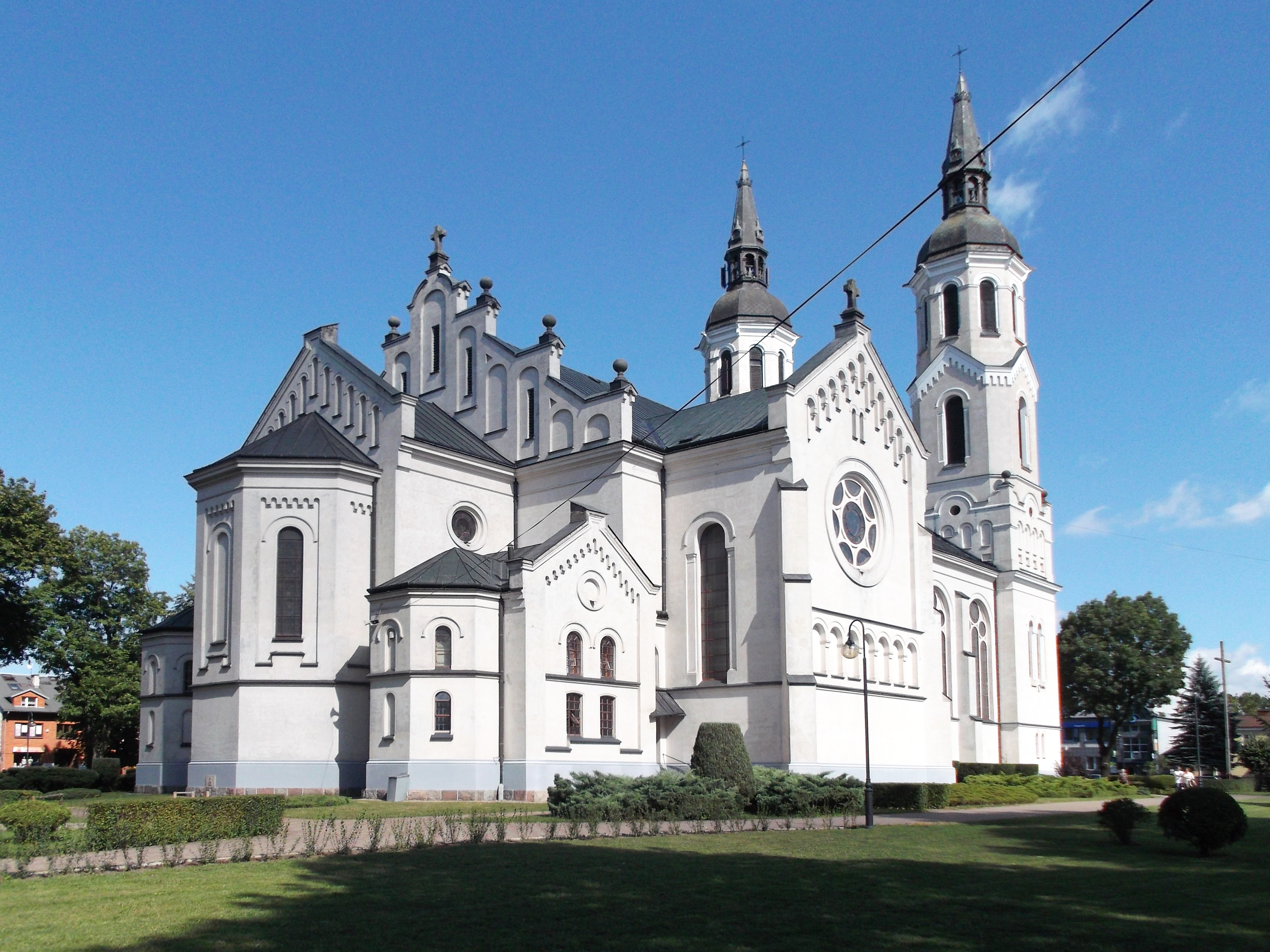
Basílica do Sagrado Coração de Jesus

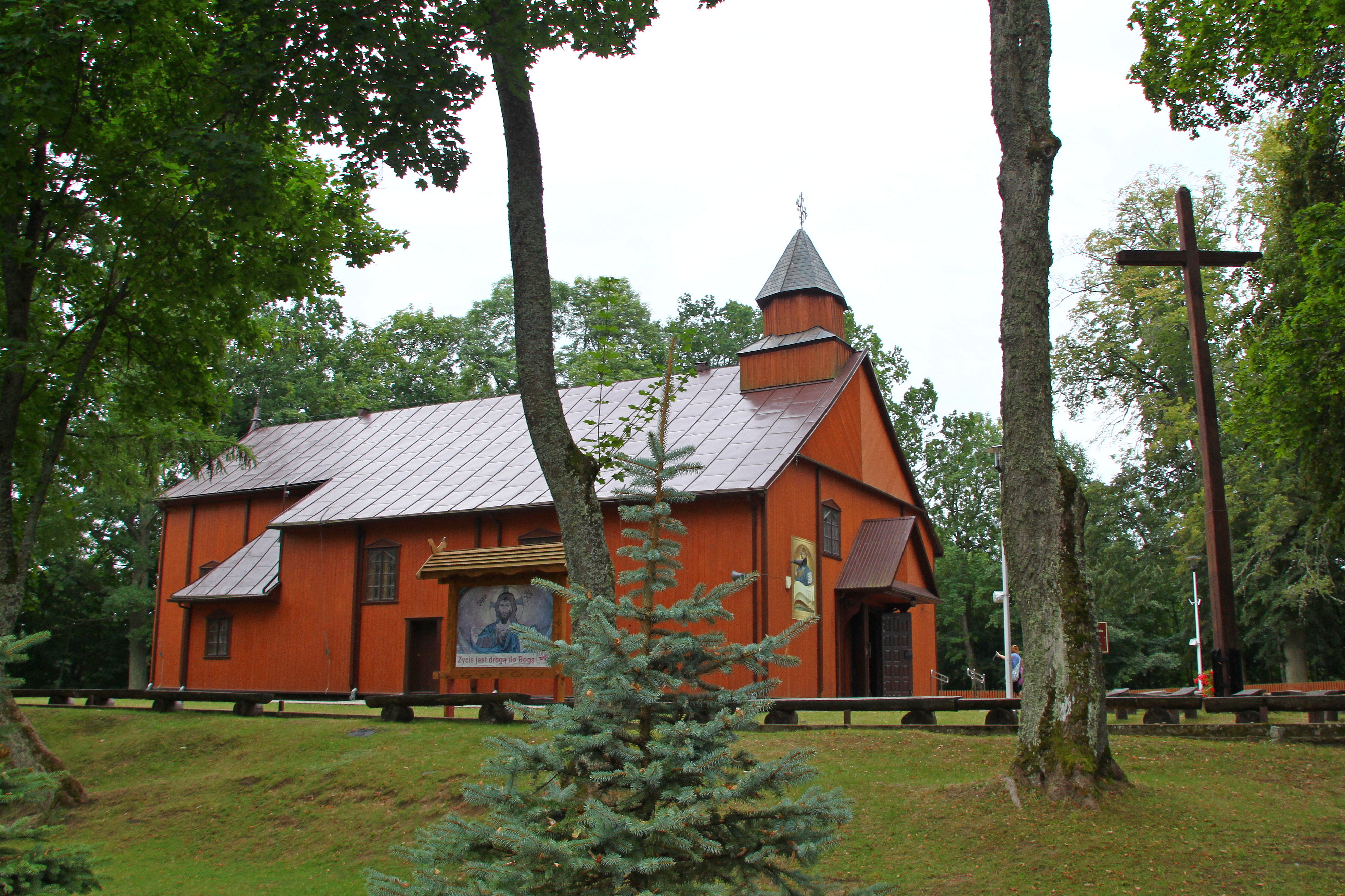
Igreja de Nossa Senhora do Escapulário em Studzieniczna

### Monumentos históricos
Edifícios da área de Augustów inscritos no registro de monumentos:
- Canal Augustów (1824–1839) — o monumento mais importante da região, reconhecido como monumento histórico em 2007, os originais são as eclusas de Przewięź e Swoboda (ambas de 1826–1827), localizadas perto dos limites administrativos da cidade, a eclusa de Augustów foi construída nos anos 1947–1948 ao lado do objeto original.
- Traçado urbano do centro da cidade dos séculos XVI a XIX (parcialmente).
- Antigo Correio (1829) — rua Wybickiego 1, o complexo classicista do antigo correio projetado por Henryk Marconi, agora é uma escola de música.
- Edifício da Autoridade Portuária (1829) — rua 29 Listopada 5a (incorretamente chamado casa senhorial Prądzyński), abriga o Departamento de História do Canal Augustów, parte do Museu da Região Augustów.
- Edifício do Gerenciamento da Água (1903) — rua 29 Listopada 5.
- Oficerski Yacht Club (1935) — al. Kardynała Wyszyńskiego 1, um hotel modernista no Lago Białe Augustów (incluindo a Casa Branca).
- Casa do Turista (1939) — rua Sportowa 1, um hotel modernista em Biała Góra perto do Lago Necko, projetado por Maciej Nowicki, cofundador do edifício das Nações Unidas em Nova Iorque, atualmente o “Hetman” Tourist Inn.
- Parque municipal na Praça Sigismundo Augusto.
- Edifício residencial na Praça Sigismundo Augusto 28 (1800–1801) — um dos edifícios mais antigos totalmente preservados em Augustów (em dezembro de 1812 Napoleão Bonaparte passou a noite lá).
- Mais de uma dúzia de casas da virada dos séculos XIX e XX na Praça Sigismundo Augusto, rua 3 Maja e rua Wojska Polskiego (incluindo a Casa do Turco, Halicki, Praça Sigismundo Augusto 8).
- Estação ferroviária na estação Augustów (1897) no distrito de Lipowiec.
- Basílica do Sagrado Coração de Jesus (1906–1911) — rua 3 Maja, uma igreja em estilo eclético.
- Igreja de Nossa Senhora de Częstochowa (final do século XIX) — rua Kardynała Wyszyńskiego 2A, construída como uma igreja de guarnição.
- Cemitério paroquial de Augustów (início do século XIX) — rua Zarzecze, a lápide mais antiga data de 1839, existem também algumas lápides de ferro fundido de meados do século XIX fundidas em Huta Sztabińska.
- Capela do Túmulo da família Truszkowski (1832) — de madeira, localizada no cemitério paroquial.
- Cemitério dos soldados soviéticos da Segunda Guerra Mundial — rua Zarzecze, junto ao cemitério paroquial.
- Complexo sagrado em Studzieniczna no santuário de Nossa Senhora de Studzieniczańska — o complexo inclui, entre outros:
  - Igreja de madeira de Nossa Senhora do Escapulário (1847)
  - Capela neo-renascentista de tijolos da Virgem Maria (1872)
  - Cemitério paroquial em Studzieniczna (século XIX)

Na aldeia de Jaminy (comuna de Sztabin) existe uma igreja de madeira de 1780, que até 1845 ficava em Augustów no local da atual Basílica do Sagrado Coração de Jesus.

### Edifícios históricos

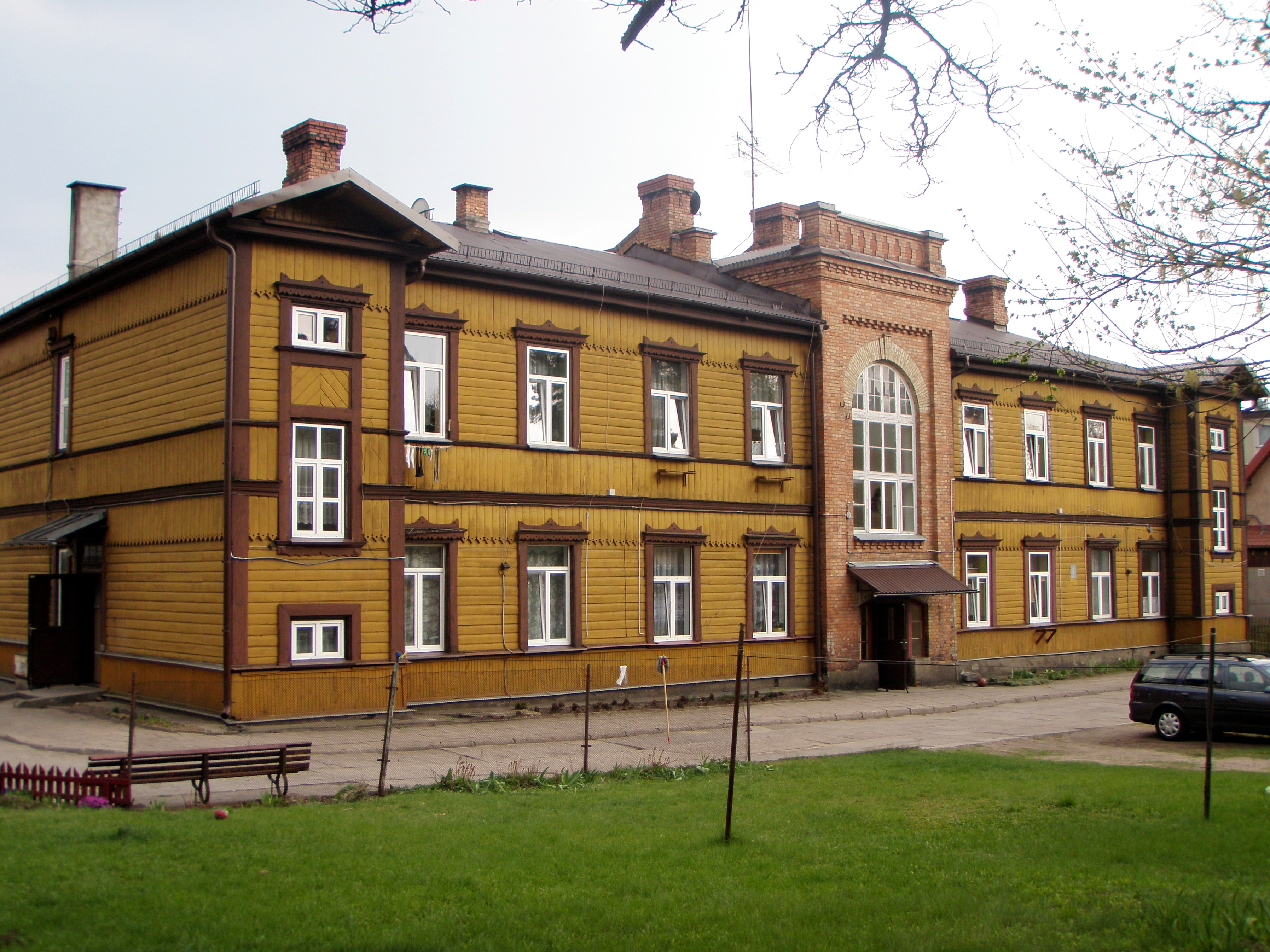
Edifício no antigo quartel

Edifícios de valor histórico da área de Augustów, que não estão incluídos no registro de monumentos:
- Quartel (1890) — antigas instalações militares no conjunto residencial Bema, do período entre guerras ocupado pelo 1.º Regimento de Cavalaria Krechowiecki, após a Segunda Guerra Mundial destinado a fins habitacionais, educacionais e industriais. Os edifícios originais de madeira e tijolos foram preservados.
- Edifício da Escola Secundária de Educação Geral (1927) — al. Kardynała Wyszyński, construída para as necessidades do colégio de professores, a primeira escola secundária de Augustów.
- Mansão de Jan Zasztowta (1920) — no Lago Necko, estilo modernista.
- Edifício da Escola Secundária n.º 1 (1931) — rua Młyńska.
- Yacht Klub Polski (1934) — na península de Dąbek no Lago Białe, uma pousada de madeira, também conhecida como Mansão do Presidente (o presidente Ignacy Mościcki costumava descansar lá).
- Edifícios da serraria e as casas dos trabalhadores — localizados no distrito de Lipowiec, incluindo a casa de madeira de Drzewiarza no estilo Zakopane na rua Tartaczna (1937), anteriormente abrigava um clube.
- Edifício da Escola Primária n.º 4 (1938) — rua Maria Konopnicka, originalmente modernista.
- Casas de madeira construídas no período entre guerras, destinadas para moradias e pensões de férias, especialmente no distrito de Zarzecze.
- Moinho na rua 29 listopada – atualmente parcialmente incendiado — o edifício mais antigo da cidade (originalmente um moinho de enchimento, um armazém alfandegado ao lado do dique original no rio Netta), datado inicialmente do século XVI.
- Torre de água ferroviária de concreto armado e tijolo na estação ferroviária.

### Edifícios demolidos

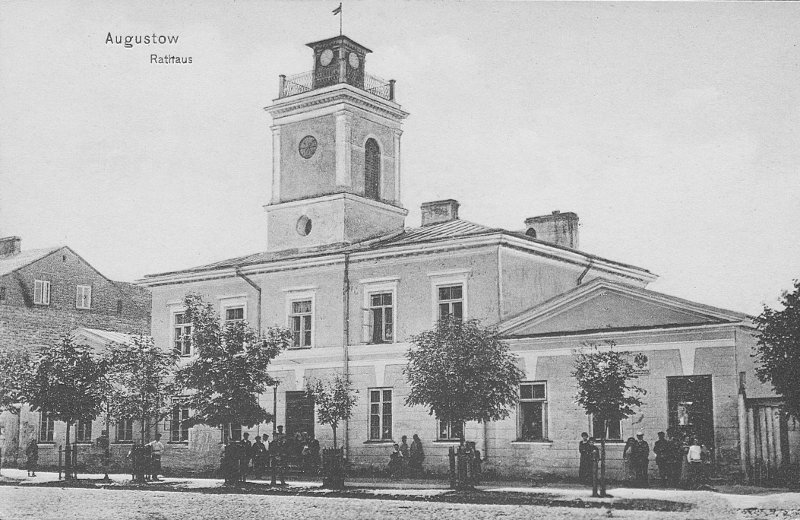
Prefeitura em Augustów antes de 1914

Instalações que existiam em Augustów no passado:
- Prefeitura classicista (1847–1944, desenhada por H. Marconi)
- Igreja de São Bartolomeu (1845–1905)
- Igrejas ortodoxas: do Ícone da Mãe de Deus de Kazan (séculos XVI-XX), de São Pedro e São Paulo (1884–1926)
- Sinagogas: Wielka (1840–Segunda Guerra Mundial), Jatke Kalniz (1925–Segunda Guerra Mundial)
- Igreja Evangélica (1841–Segunda Guerra Mundial)
- Pousada da juventude no rio Netta (1933–1990)
- Monumentos: em homenagem à salvação de Alexandre III (1891 — Primeira Guerra Mundial), Piotr Bagration (1897 — Primeira Guerra Mundial)

### Cemitérios

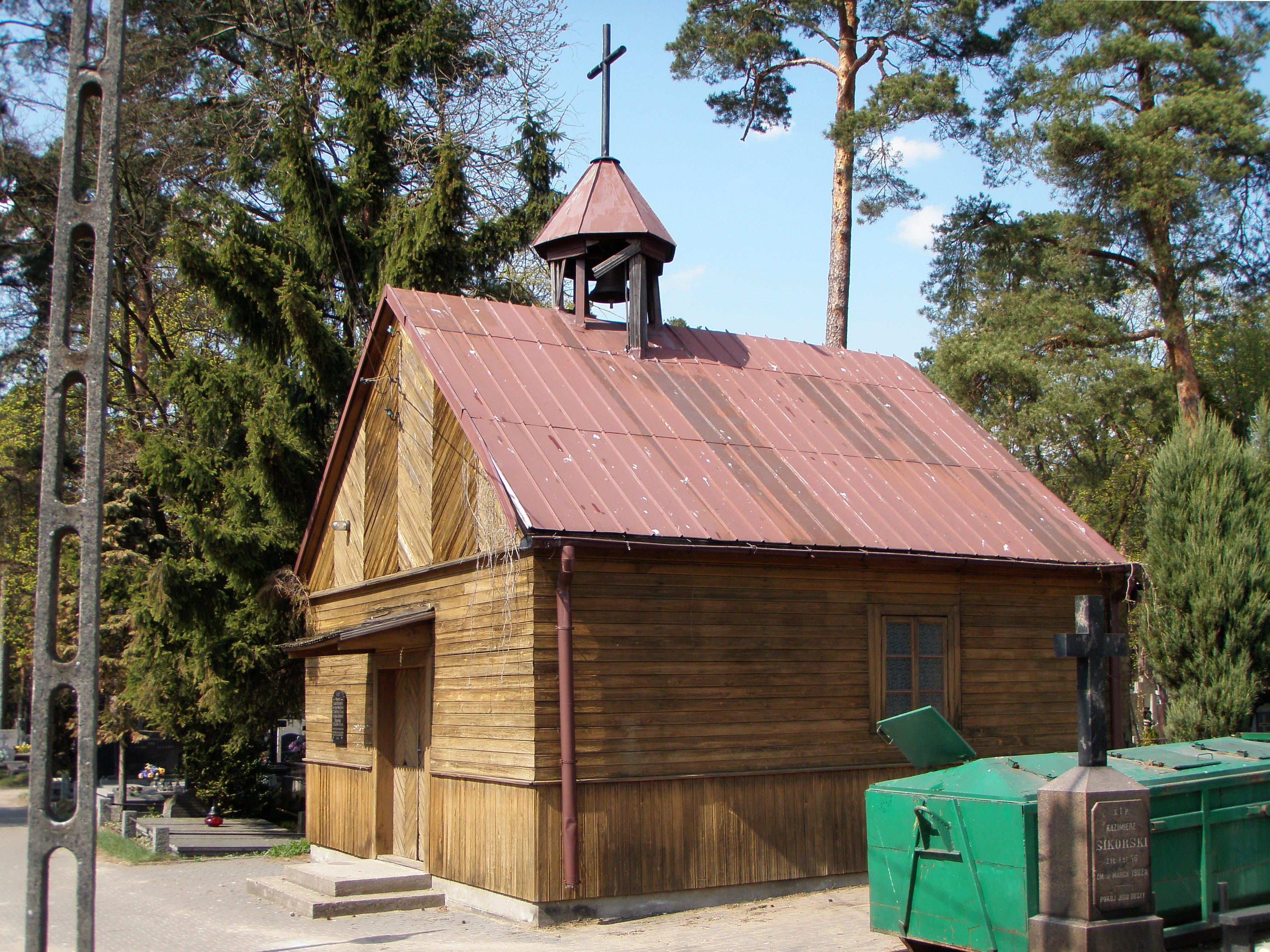
Capela da família Truszkowski no cemitério paroquial

- Cemitério Paroquial — rua Zarzecze, o principal cemitério de Augustów, fundado no início do século XIX, pertence à paróquia católica do Sagrado Coração de Jesus. Na sua parte sul existem bairros ortodoxos, no cemitério existe uma capela histórica de madeira da família Truszkowski, inscrita no registro de monumentos.
- Cemitério em Studzieniczna — um cemitério católico fundado na segunda metade do século XIX, inscrito no registro de monumentos.
- Cemitério de soldados soviéticos — rua Zarzecze, no canto noroeste do cemitério paroquial, estão sepultados 1509 soldados soviéticos que morreram durante a Segunda Guerra Mundial, inscritos no registro de monumentos.
- Cemitério judaico — rua Zarzecze, junto ao cemitério paroquial, restam apenas algumas lápides, e em 1981 foi erguido ali um obelisco comemorativo.
- Cemitério judaico para vítimas do terrorismo — rua Waryński, cerca de 60 pessoas estão enterradas lá, há apenas um pequeno obelisco de pedra no terreno cercado.
- Cemitério de guerra em Sajenek — localizado na floresta atrás de Sajenek, perto da linha ferroviária n.º 40, estão enterrados dezenas de soldados alemães e russos que morreram durante a Primeira Guerra Mundial.
- Cemitério de guerra em Studzieniczna — localizado na floresta entre Sajenek e Studzieniczna, estão enterradas várias dezenas de soldados alemães e russos que morreram durante a Primeira Guerra Mundial.
- Antigo cemitério judeu em Augustów (inexistente).

Está prevista a criação de um novo cemitério municipal. Originalmente, sua localização foi estabelecida entre a rua Rajgrodzka e a estrada para Ełk. No entanto, em junho de 2015, o plano local foi adotado para a localização na área de intersecção do rio Turówka com a fronteira administrativa da cidade nas proximidades da aldeia de Żarnowo Trzecie, Żarnowo Drugie e Biernatki.

## Economia

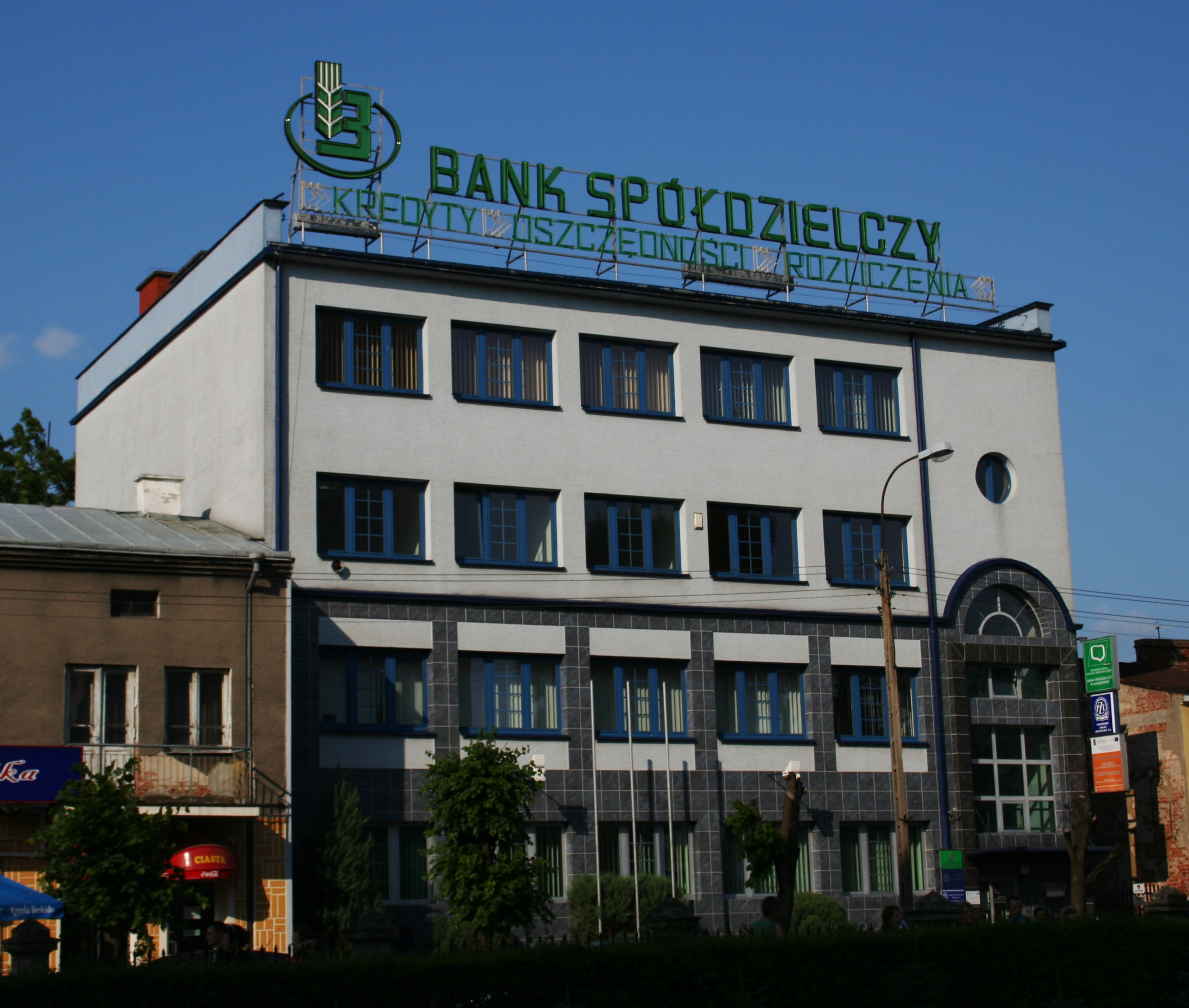
Edifício do Banco Cooperativo

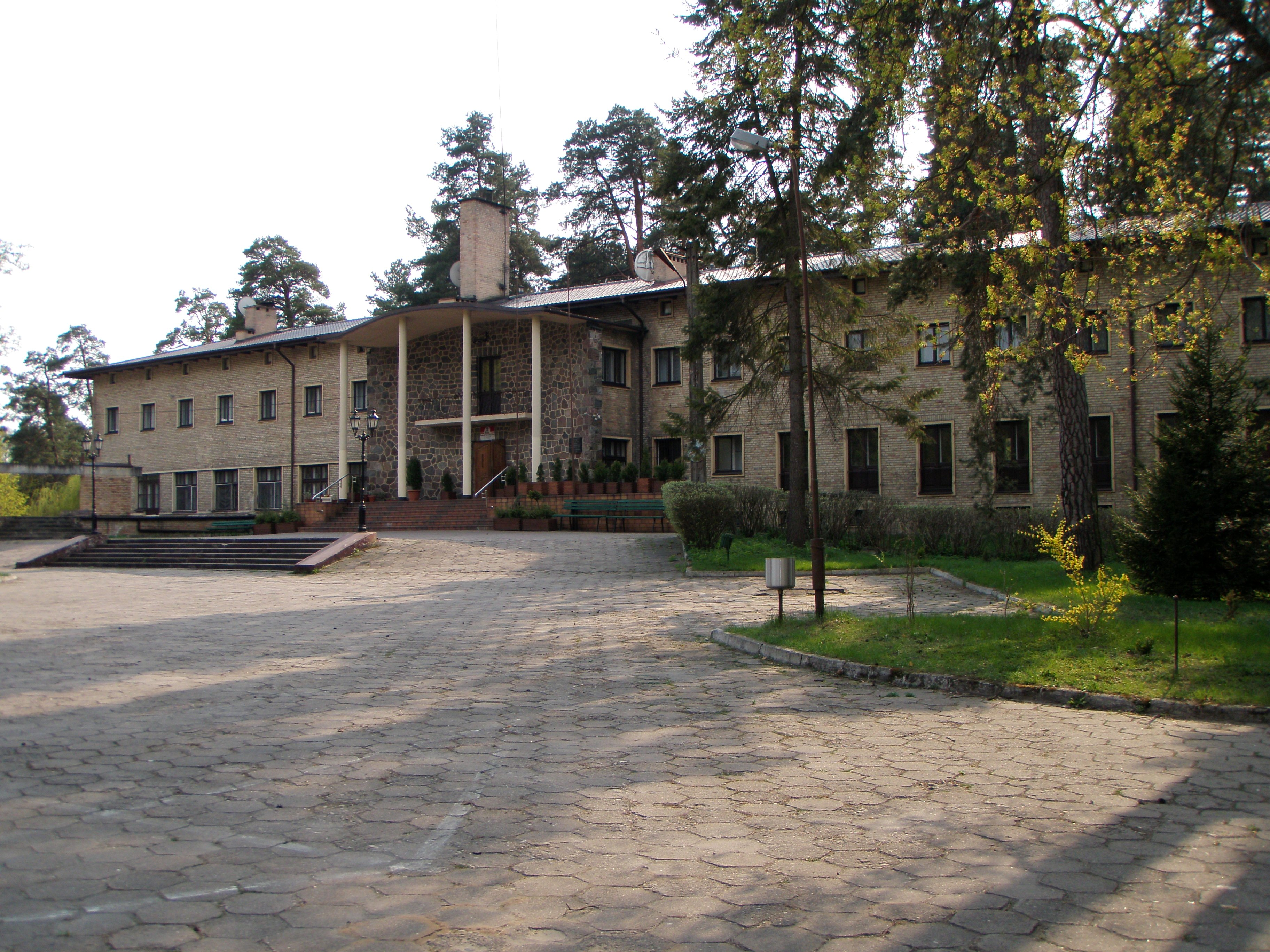
Casa do Turista

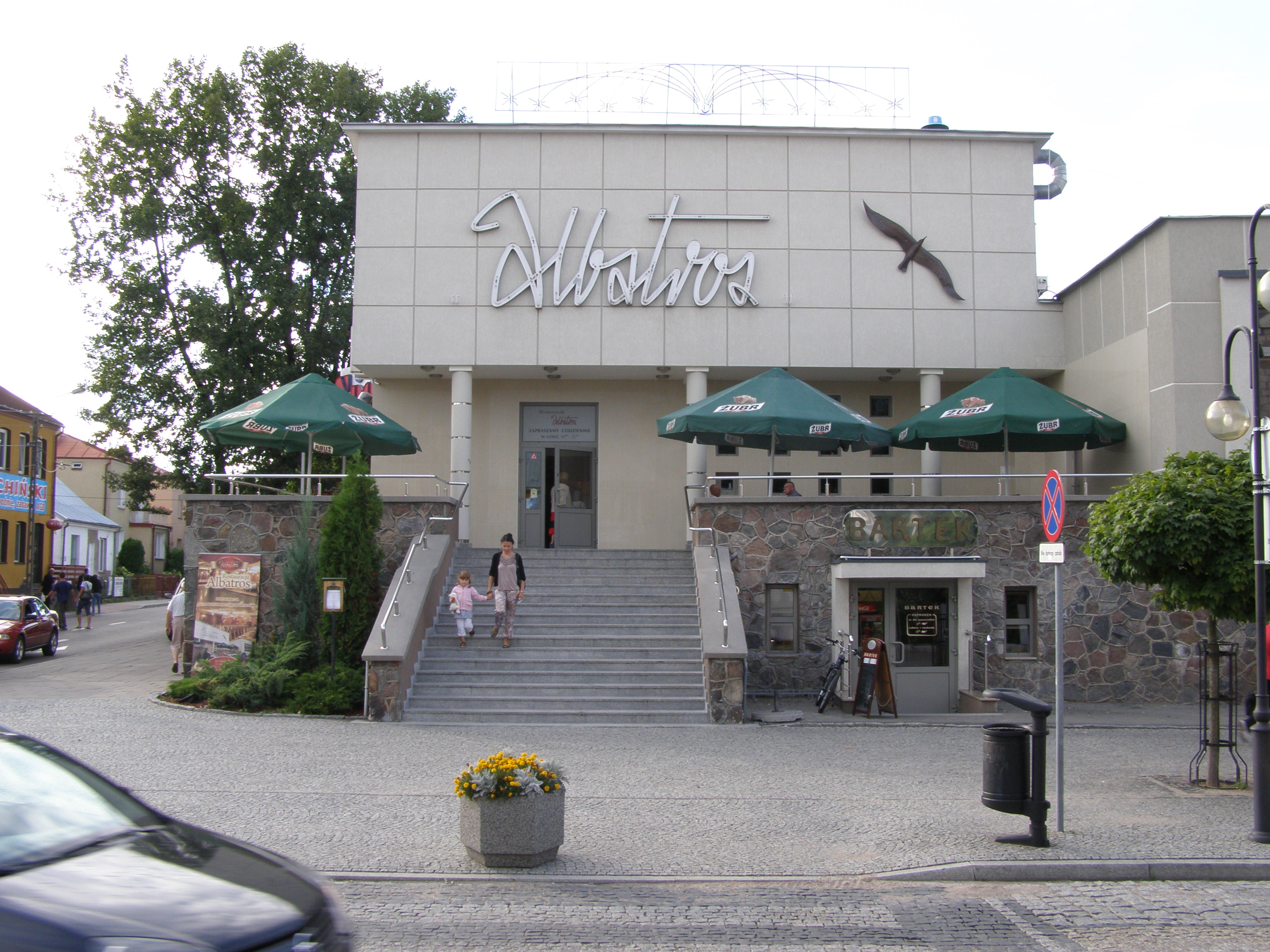
Restaurante Albatroz imortalizado por Janusz Laskowski na música Sete garotas do Albatroz

Os estaleiros Balt Yacht e Ślepsk, pertencentes às maiores empresas deste tipo na Polônia e exportam a maioria da produção para a Europa Ocidental, operam em Augustów. Além disso, estaleiros menores, como Texas, Mirage, fabricantes de canoas e barcos e fornecedores de materiais: Brunswick Marines, Demex et al.
Em 1951, foi inaugurada uma fábrica industrial de tabaco na cidade (a área é famosa pelo cultivo de mapacho); atualmente, a fábrica pertence à empresa British American Tobacco e produz, entre outros, cigarros Pall Mall, Kent, Lucky Strike, Vogue, Viceroy, Nevada.
Outros incluem o fabricante de máquinas agrícolas — POM e a empresa rodoviária APB S.A./BMTI. Além disso, a indústria alimentícia está se desenvolvendo na cidade: uma usina de água gaseificada (água “Augustowianka”) e uma fazenda de pesca, uma pequena indústria madeireira localizada na cidade e arredores devido ao fácil acesso à matéria-prima; serrarias e marcenarias, uma grande serraria em funcionamento desde 1916, uma fábrica de calçados e uma fábrica de tijolos de silicato inauguradas em 1972 faliram na década de 1990. Até fevereiro de 2013, havia um laticínio (Jogurt Augustowski). A fábrica fazia parte da “Mlekpol” sediada em Grajewo. A produção foi transferida para a fábrica modernizada em Sokółka.

### Comércio
Existem muitas entidades comerciais na cidade, principalmente pequenas lojas, embora nos últimos anos tenham sido abertos vários supermercados, incluindo: Kaufland, Lidl, Biedronka (5), e Polomarket. Em abril de 2009, foi lançado o centro comercial Marjon. A primeira instalação deste tipo na parte norte da voivodia da Podláquia. Tem 4 mil m². A galeria está localizada na rua Mazurska, pela estrada nacional n.º 16, estrada para Ełk/Olsztyn.

### Turismo
Augustów é o centro turístico e recreativo mais importante da Floresta Primitiva de Augustów (com um albergue aquático); famosa estância termal climática. Os valores turísticos estão associados principalmente aos lagos próximos. Existem inúmeros aluguéis de equipamento aquático, praias, atrações turísticas (incluindo uma pista de esqui aquático com 740 m de comprimento, navios de cruzeiro, etc.). O Canal Augustów é usado para serviço de turismo sazonal. Durante a 7.ª peregrinação apostólica à Polônia, o Papa João Paulo II “Dia de Descanso” (quarta-feira, 9 de junho de 1999) passou, entre outras coisas, navegando em um navio nos lagos e no Canal Augustów. A cada ano, a oferta turística aumenta. Na temporada de verão, muitos concertos e eventos ao ar livre acontecem aqui. Todos os anos, no final de julho, Augustów recebe o Campeonato Polonês de “Pływaniu na Byle Czym”.

#### Estância termal
Em Augustów, o tratamento termal é realizado nas seguintes modalidades: doenças ortopédicas e traumáticas, doenças reumatológicas, doenças vasculares periféricas, osteoporose.
Existem turfas documentadas do depósito “Kolnica” no balneário, classificadas como minerais básicos de cura.
Há um sanatório termal e um instituto de medicina natural em Augustów. A estância termal de Augustów dispõe de um parque termal com um percurso de tráfego de 1000 m de comprimento.
Em 1971, Augustów foi reconhecida como uma cidade com direitos parciais de estância termal, e obteve o estatuto pleno de uma cidade termal em 1993. Desde 1976, o Sanatório termal “Augustów”, especializado em banhos de lama, opera no lago Necko.

## Transportes

### Transporte rodoviário

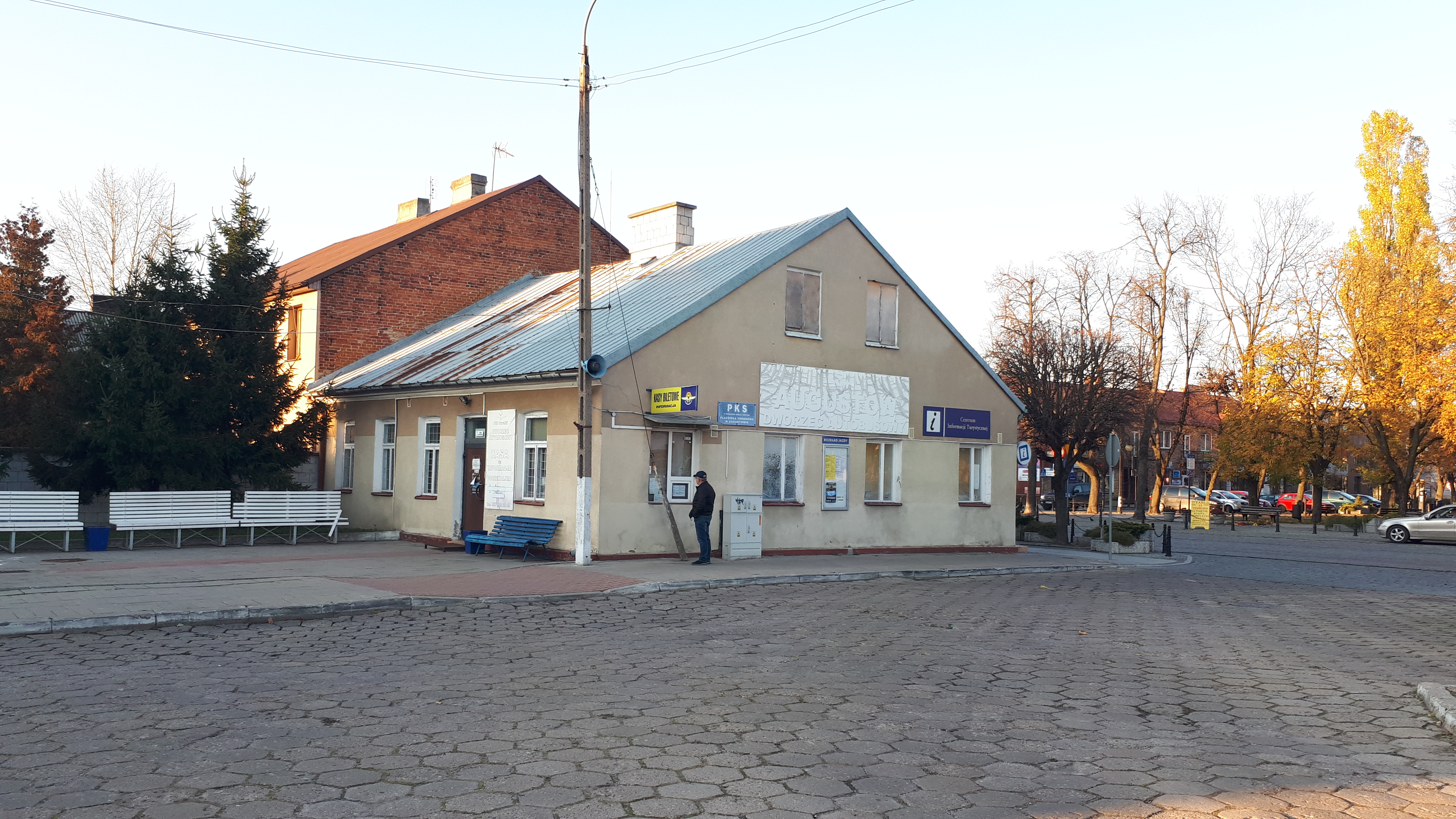
Estação rodoviária em Augustów

A cidade é um entroncamento rodoviário e a sua especial importância deve-se à sua ligação com a Lituânia. Augustów é atravessada por estradas de trânsito para as passagens de fronteira em Budzisko, estrada nacional n.º 8 e em Ogrodniki, estrada nacional n.º 16.
Varsóvia e Augustów estão ligadas pela estrada nacional n.º 61 por Pułtusk, Ostrołęka, Łomża e Grajewo com uma extensão de 257 km.
A estrada provincial n.º 664 para a fronteira planejada de Lipszczany-Sofijewo com a Bielorrússia e a estrada provincial n.º 662 para Suwałki atravessam a cidade.
Em 7 de novembro de 2014, o desvio de Augustów (DK8) e a seção da via expressa S61 do entroncamento Raczki ao entroncamento Lotnisko (Suwałki Południe) foram inaugurados.

### Transporte ferroviário

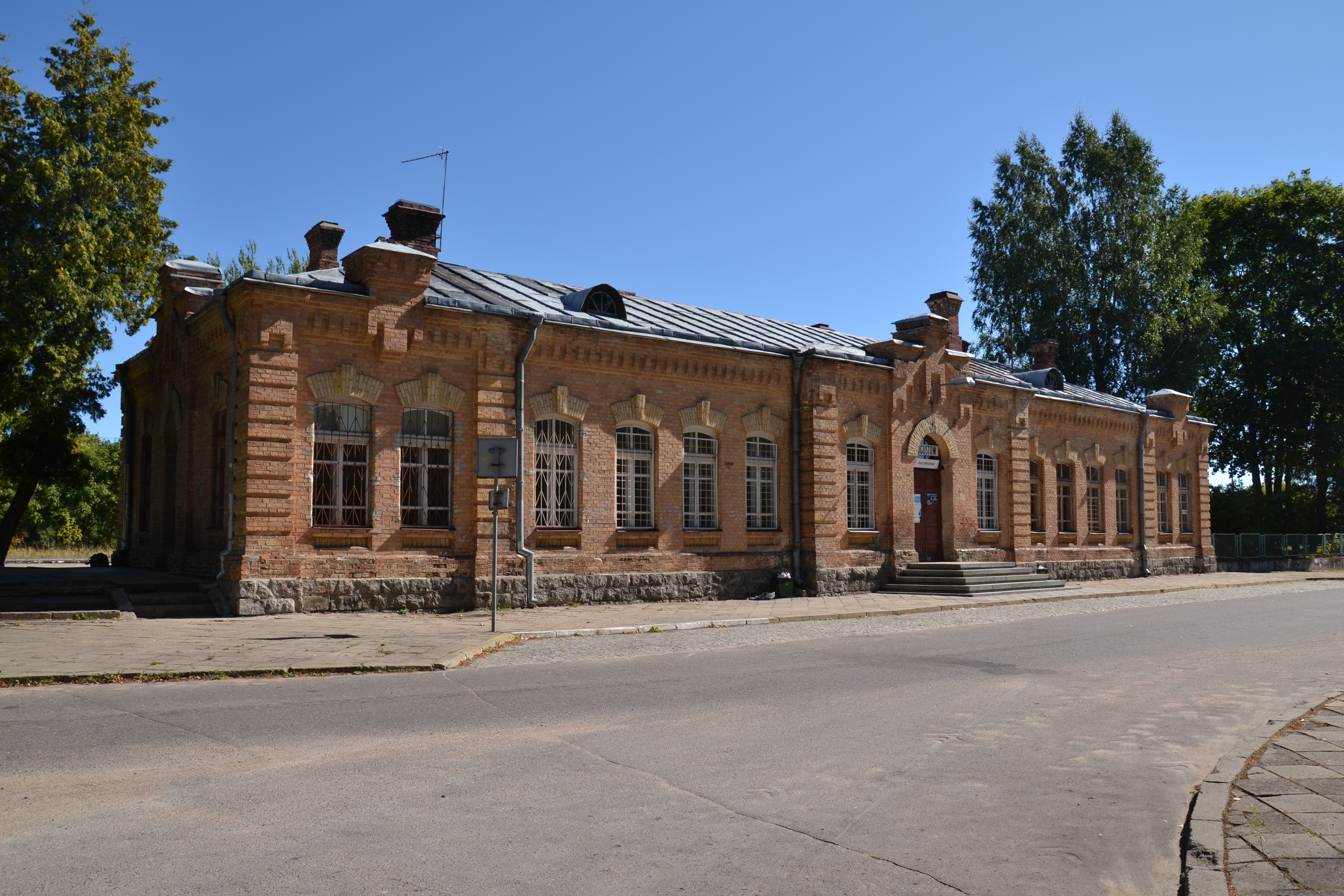
Estação ferroviária em Augustów

A linha ferroviária n.º 40 (Sokółka — Suwałki) passa por Augustów. Existe uma estação de trens na cidade e a paragem Augustów Port (para trens de passageiros), a cerca de 3 km do centro da cidade. Augustów tem ligações ferroviárias diretas: a sul por Sokółka com Białystok e Varsóvia, e a norte por Suwałki e Šeštokai na Lituânia.

### Transporte público

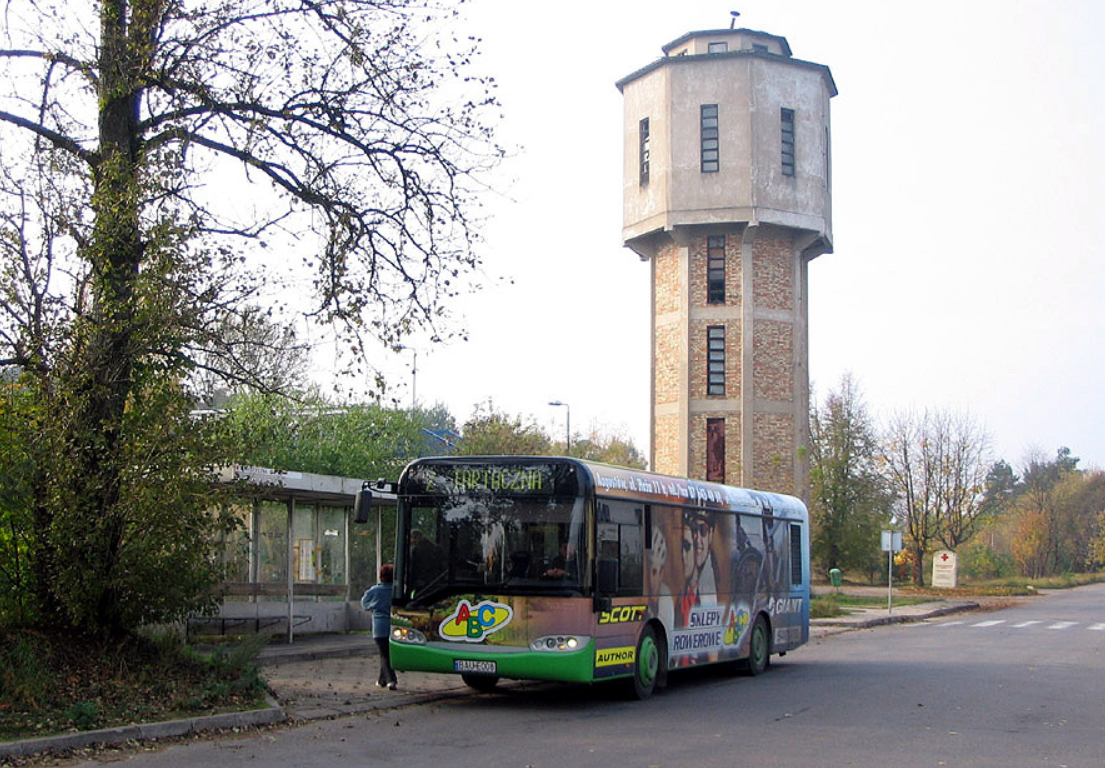
Ônibus Solaris Urbino 9

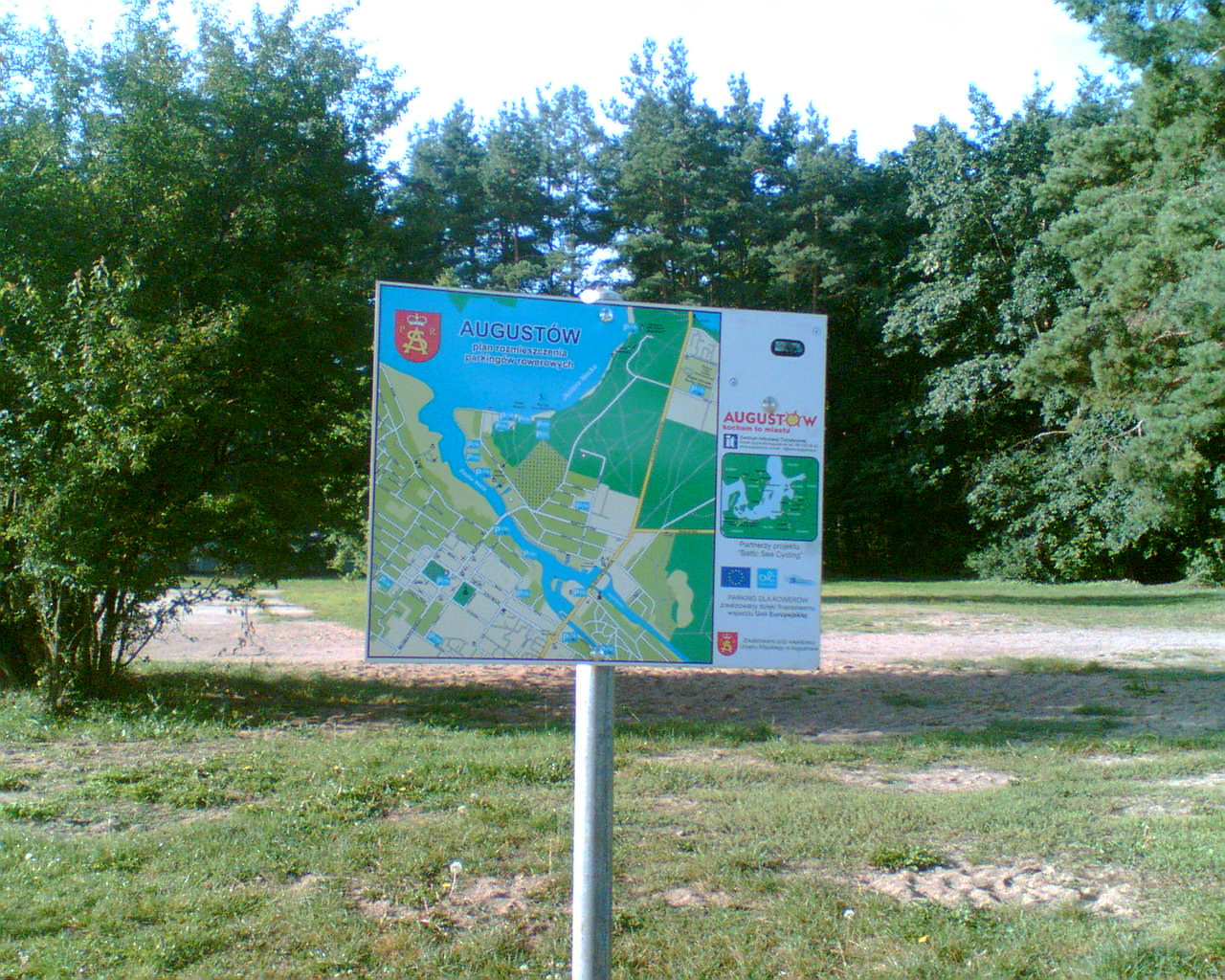
Passagem pelo lago em Augustów

Atualmente, o transporte público em Augustów é realizado pela Empresa de transportes “Necko” sp. Z o.o. Por Augustów ter o estatuto de estância termal, a Empresa Municipal de Transportes em Augustów (ZKM) está gradualmente substituindo sua frota por ônibus de piso baixo que atendem ao padrão EURO2 e padrões mais altos, adaptados ao transporte de idosos e deficientes. Em maio de 2022, a ZKM operava 8 ônibus — 2 Solaris Urbino 10, 2 Solaris Alpino e 4 Solaris Urbino 8.6.
A Empresa Municipal de Transportes atende às seguintes linhas:
- Linha n.º 1: Silikaty — Turystyczna — Aleja Kardynała Wyszyńskiego — I Płk Ułanów Krechowieckich — Komunalna — Tytoniowa — Komunalna — I Płk Ułanów Krechowieckich — Aleja Kardynała Wyszyńskiego — Partyzantów — Szpitalna — Zarzecze — Mostowa — Rynek Zygmunta Augusta — Polna — Jonkajtysa — Wojska Polskiego — Mickiewicza — Chreptowicza — Brzostowskiego — 29. Listopada — Waryńskiego/Przychodnia. Powrót: WARYŃSKIEGO/PRZYCHODNIA — Obrońców Westerplatte — Sucharskiego — Brzostowskiego — Chreptowicza — Norwida — Wojska Polskiego — Jonkajtysa — Polna — Rynek Zygmunta Augusta — Mostowa — Zarzecze — Szpitalna — Partyzantów — Aleja Kardynała Wyszyńskiego — Turystyczna — Dworzec PKP — Silikaty
- Linha n.º 2: Tartaczna — Turystyczna — Aleja Kardynała Wyszyńskiego — 29. Listopada — 3. Maja – Rynek Zygmunta Augusta — Polna — Jonkajtysa — Wojska Polskiego – Mazurska – Wojska Polskiego – Arnikowa – Słowackiego – Chreptowicza – Obrońców Westerplatte – Sucharskiego/Pływalnia. Powrót: Sucharskiego/Pływalnia – Brzostowskiego – Chreptowicza – Mazurska – Arnikowa – Słowackiego – Wojska Polskiego – Jonkajtysa – Polna – Rynek Zygmunta Augusta – 3.Maja – 29. Listopada – Aleja Kardynała Wyszyńskiego – Turystyczna – Tartaczna
- Linha n.º 3: Jonkajtysa – Wojska Polskiego – Mickiewicza – Norwida – Wojska Polskiego – Arnikowa – Słowackiego – Chreptowicza – Obrońców Westerplatte – Sucharskiego – Brzostowskiego – 29. Listopada – Aleja Kardynała Wyszyńskiego – Tytoniowa – Komunalna/Zajezdnia.
- Linha n.º 4: Tartaczna – Turystyczna – Aleja Kardynała Wyszyńskiego – Partyzantów – Letniskowa – Szpitalna – Zarzecze – Mostowa – Nowomiejska – Nowomiejska/Os. Borki. Powrót: Nowomiejska/Os. Borki – Aleja Jana Pawła II – Rajgrodzka – Zygmuntowska – Jonkajtysa – Wojska Polskiego – Mickiewicza – Norwida – Wojska Polskiego – Chreptowicza – Brzostowskiego – 29. Listopada – Aleja Kardynała Wyszyńskiego – Turystyczna – Tartaczna.

Nos meses de julho e agosto, o transporte público em Augustów é gratuito para pessoas nascidas em Augustów e turistas que adquiriram o Cartão de turista de Augustów.

### Transporte de longa distância
A empresa PKS Nova desempenha um papel dominante. Em Augustów pode-se também encontrar de empresas privadas: Żak Express e Jaćwing. As conexões internacionais são mantidas pela Flixbus.
Augustów tem conexões diretas de ônibus para Varsóvia, Białystok, Olsztyn, Suwałki, Ełk, Sejny, Mikołajki, Łomża, Grajewo e cidades menores da região, e em termos de viagens internacionais com Berlim, Vilnius, Kaunas, Riga e Tallinn.

## Escritórios e instituições
- Prefeitura[47]
- Gabinete da Comuna de Augustów[48]

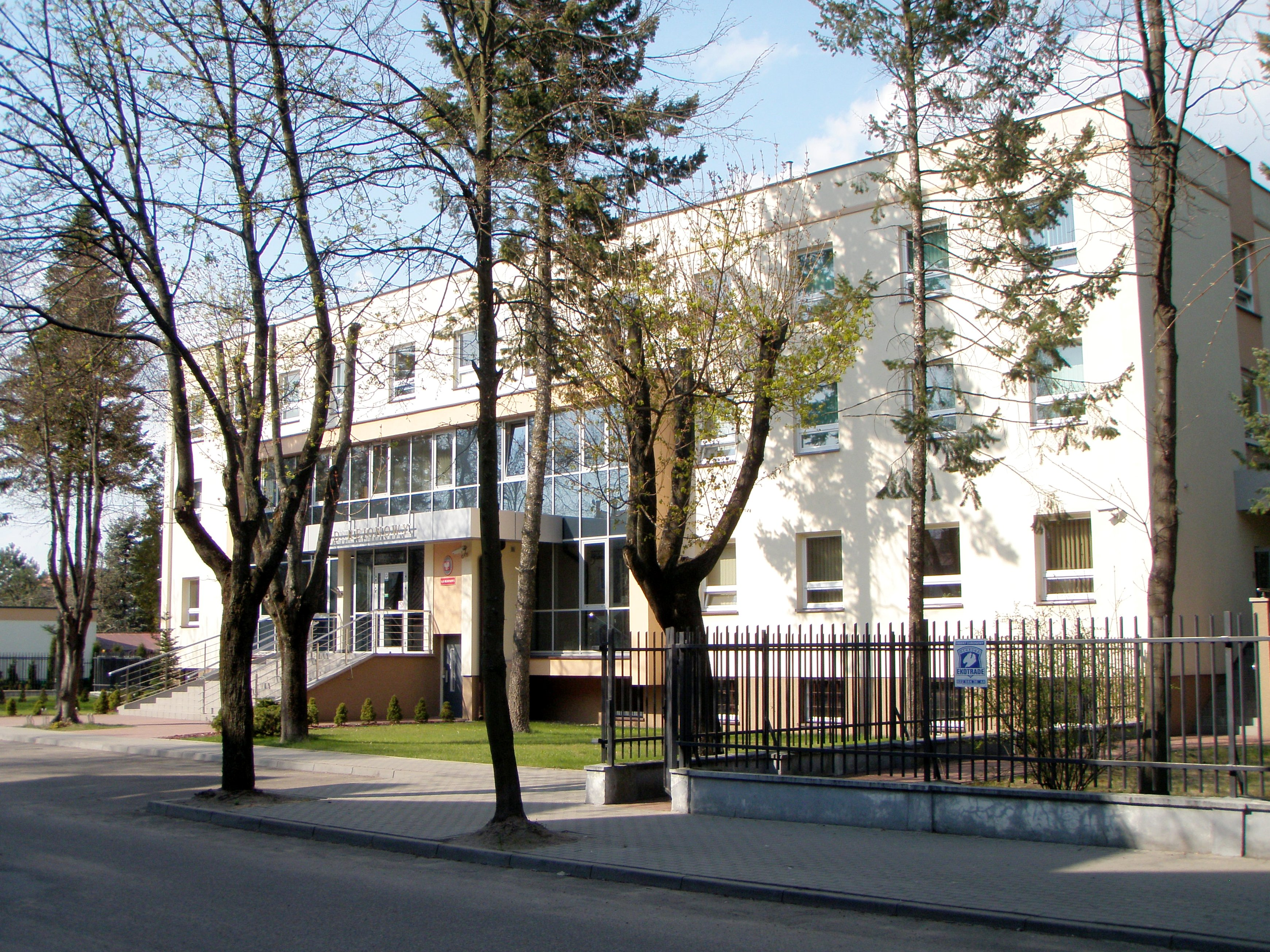
Tribunal Distrital

- Gabinete Distrital do Condado de Augustów[49]
- Sede da Polícia do Condado[50]
- Sede do Corpo de Bombeiros do Condado[51]
- Posto de Guarda Fronteiriça, instalação da Unidade de Guarda Fronteiriça da Podláquia[52]
- Sucursal aduaneira da estância aduaneira em Suwałki[53]
- Tribunal Distrital[54]
- Gabinete do Procurador Distrital[55]
- Escritório Fiscal[56]
- Gabinete do Trabalho do Condado[57]
- Administração Rodoviária do Condado[58]
- Gabinete da Agência para a Reestruturação e Modernização da Agricultura do Condado[59]
- Inspeção da Instituição de Seguro Social[60]
- Distrito Florestal de Augustów[61]
- Supervisão da Água de Augustów — relatórios para a Gestão da Bacia do Giżycko[62]
- Fundo de Seguro Social Agrícola, Instituição Local em Augustów[63]

## Educação e Ciência

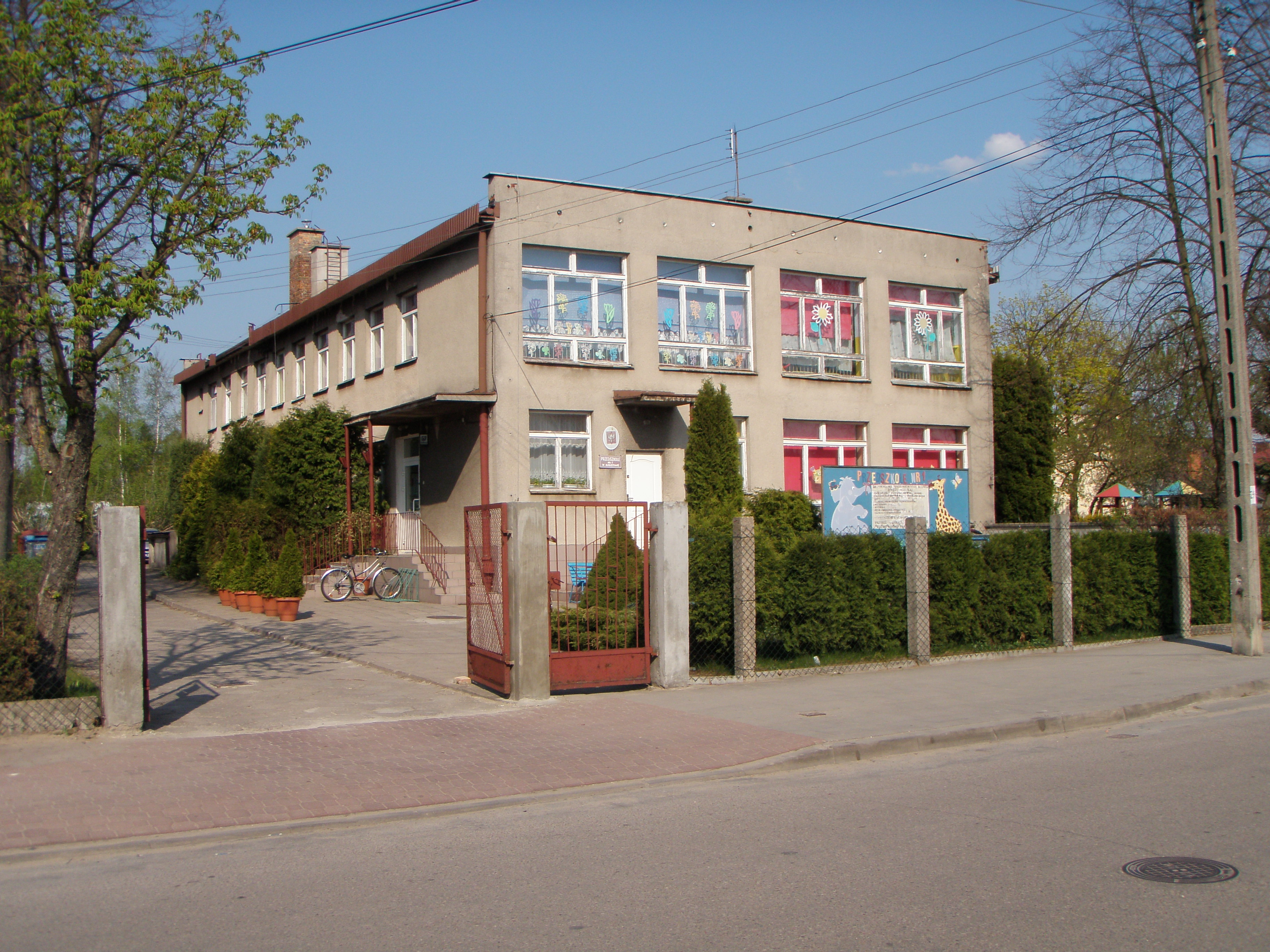
Jardim de infância n.º 1

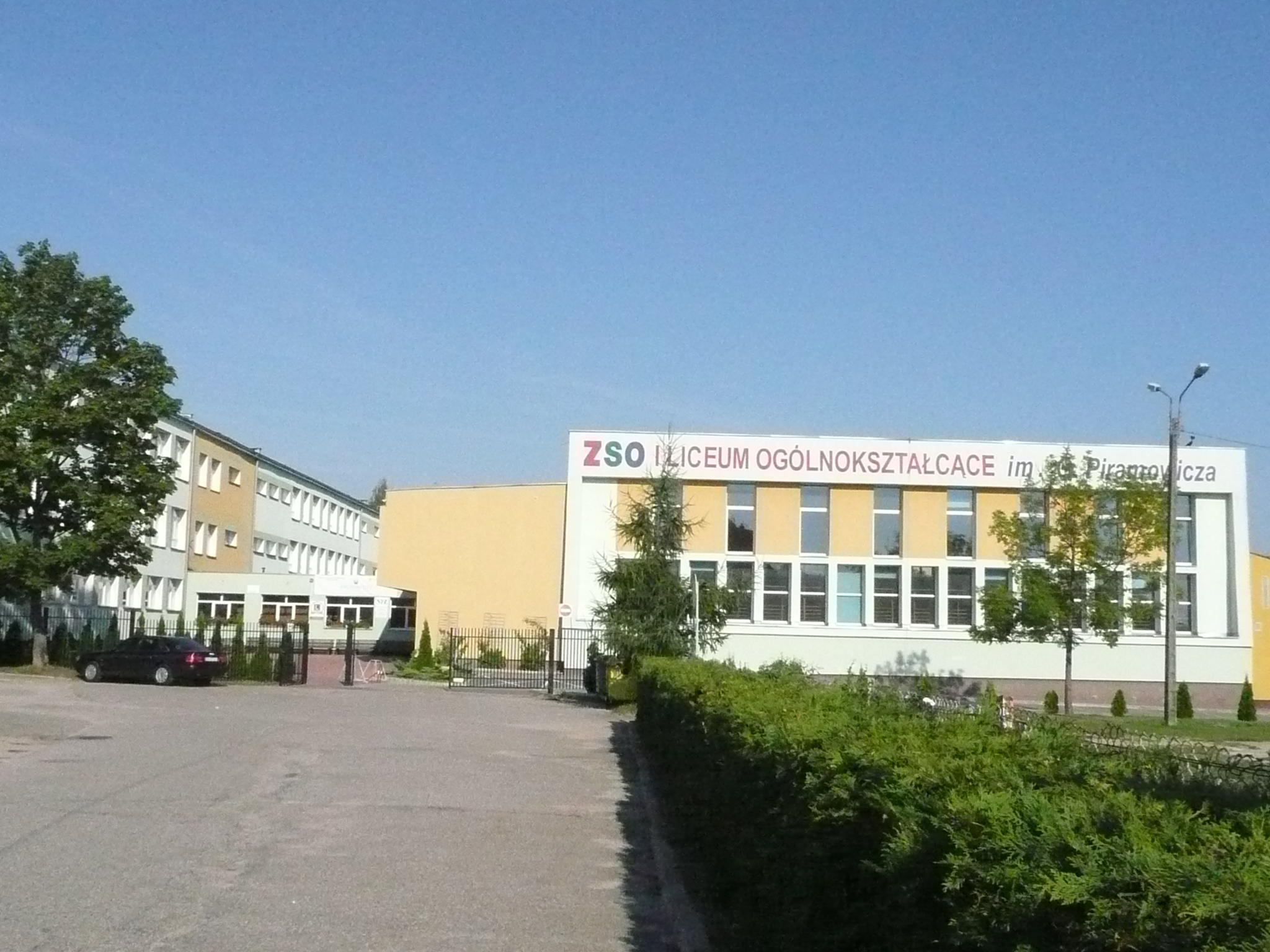
Escola secundária n.º 4 de ZSO Grzegorz Piramowicz

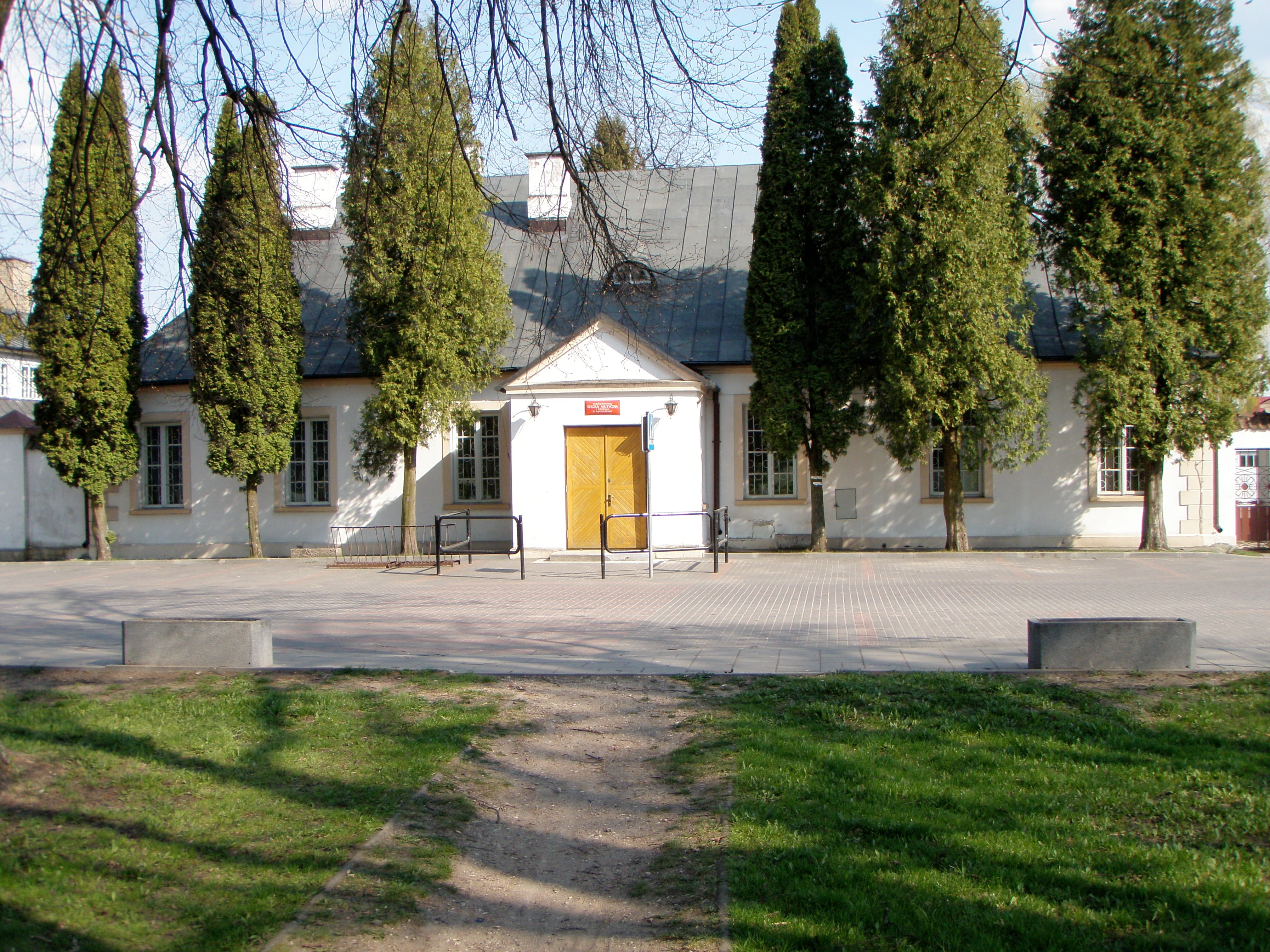
Sede da escola de música no edifício histórico dos correios

### Creches e jardins de infância
- Creche autônoma
- Jardim de infância n.º 1
- Jardim de infância n.º 2
- Jardim de infância n.º 3
- Jardim de infância n.º 4
- Jardim de infância n.º 6[64]

### Escolas primárias
- Escola primária n.º 2 Sigismundo Augusto
- Escola primária n.º 3 1.º Regimento de Lanceiros Krechowiecki
- Escola primária n.º 4 M. Konopnicka
- Escola primária n.º 6 Armii Krajowej
- Escola primária social da Sociedade Educacional Social
- Escola Primária Montessori

### Escolas secundárias
- Escola secundária n.º 1 Marechal Józef Piłsudski (fechada a partir de julho de 2016)
- Escola secundária n.º 2 Sybiraków
- Escola secundária n.º 3 1.º Regimento de Lanceiros Krechowiecki
- Escola secundária n.º 4 de ZSO Grzegorz Piramowicz
- Escola secundária Especial
- Escola secundária social da Sociedade Socioeducativa

### Escolas de ensino médio
- Escola secundária I Grzegorz Piramowicz
- Escola secundária II da Diáspora Polonesa e Poloneses no Mundo
- ACE (Centro Educacional de Augustów)
- Complexo Escola Técnica General I. Prądzyński (encerrada em 2025)

No edifício restaurado de 1927, que foi a sede da Segunda Escola Secundária criada em 1992, e também o edifício mais antigo edifício escolar em Augustów, no passado existiam: Seminário Estatal de Professores (1927–1936), Ginásio Estatal de coeducação (1933–1939), Escola Secundária e Ginásio Estatais (1937–1939, 1945–1948), Escola Secundária de Educação Geral (1948–1950), Escola Secundária Pedagógica (1950–1967), Escola Secundária do Trabalho (1964–1975), Escola Secundária G. Piramowicz (1968–1975), Escola Primária n.º 3 (1975–1988) e Escola Primária n.º 4 (1993–1994).

### Escolas de música
- Escola Estatal de Música do 1.º grau Emil Młynarski

## Cultura

### Instituições

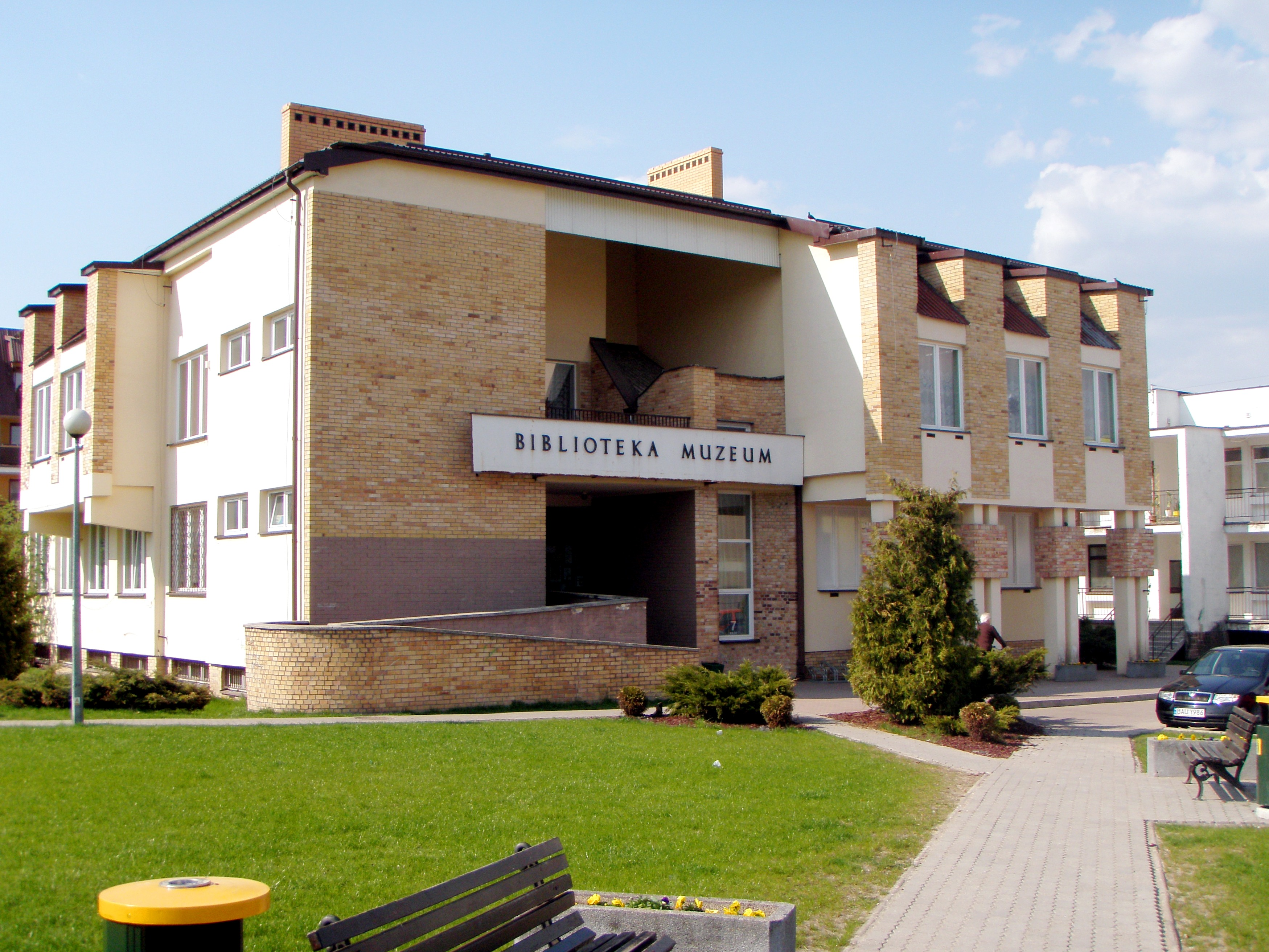
Sede da Biblioteca Pública Municipal e do Museu da Região de Augustów

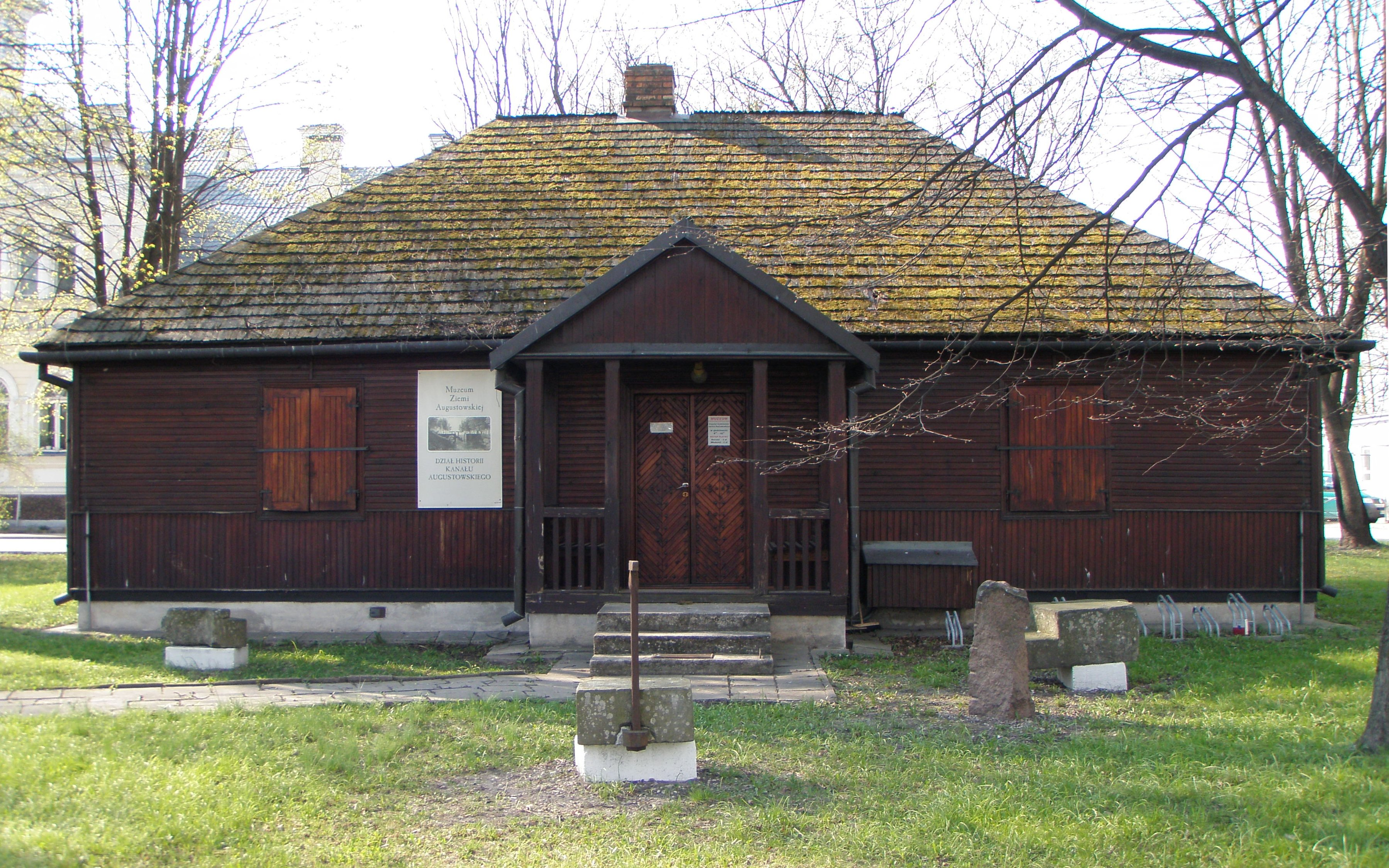
Museu do Canal Augustów

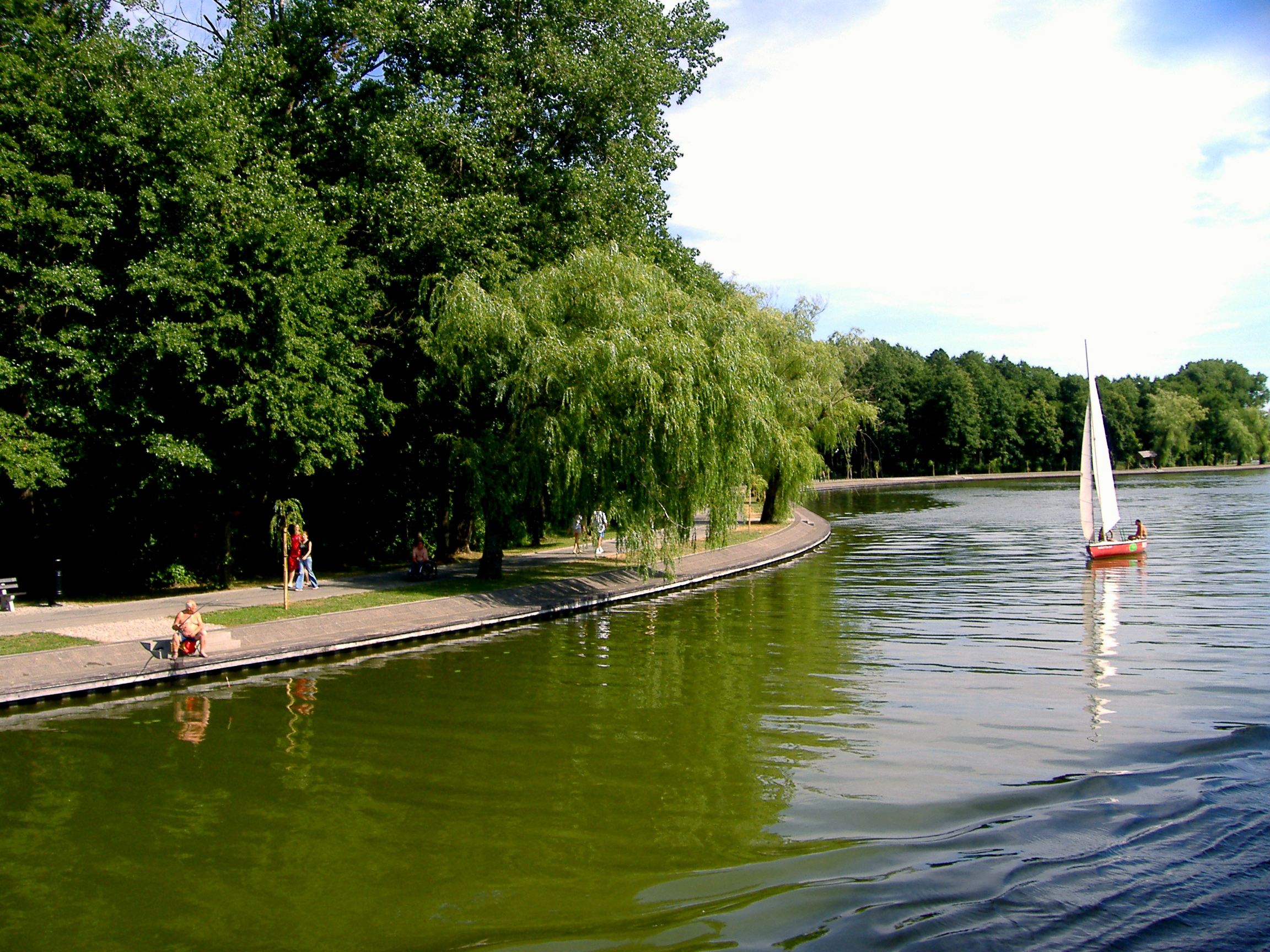
Lazer em Augustów

A principal instituição organizadora da vida cultural na cidade são as Instituições Culturais Augustów, que incluem:
- Centro Cultural Municipal (Praça Sigismundo Augusto 9) – o centro cultural tem: Klub Podróżnika, Klub Long Play, Klub Babiniec, além disso, são organizadas noites literárias, exposições temporárias, oficinas culturais e concursos.
- Museu da Região de Augustów
  - Departamento Etnográfico (rua Hoża 7) apresenta uma exposição permanente dedicada à cultura folclórica da região, bem como exposições temporárias relacionadas com a história da cidade
  - Departamento de História do Canal Augustów (rua 29 Listopada 5a) abriga a exposição permanente “A história da construção e operação do Canal Augustów, com destaque para o papel do General Ignacy Prądzyński”, enriquecida com exibições de filmes.
- Biblioteca Pública Municipal (rua Hoża 7) — tem cerca de 87 mil volumes de empréstimo para crianças, adultos e sala de leitura, bem como duas filiais.

Além disso, a cidade possui:
- Centro Cultural da Associação Habitacional em Augustów — há seções de dança, artes visuais, literatura, xadrez, jogo de bridge e grupos de música.[67]
- Biblioteca Pedagógica — filial do Centro de Formação de Professores em Suwałki.[68]
- Clube de file documentário “Okno na świat” — um projeto coorganizado pela Sociedade para Iniciativas Criativas “ę” de Varsóvia e as Instituições Culturais de Augustów.
- O cinema “Iskra” — tem um projetor 3D.[69]
- Museu do 1.º Regimento de Cavalaria Krechowiecki[70] — localizado na Igreja de Nossa Senhora de Częstochowa.

### Meios de comunicação
As seguintes revistas são publicadas em Augustów:
- “Przegląd Augustowski” — uma revista mensal editada pelas instituições culturais de Augustów
- “Przegląd Powiatowy” — um semanário
- “Augustowski Reporter” — mensal

Além disso, a Sociedade Científica Augustów-Suwałki, com sede em Suwałki, publica os “Anais de Augustów-Suwałki”, nos quais são publicados os trabalhos dos historiadores de Augustów.
As informações de Augustów estão presentes na mídia regional do nordeste da Polônia, como: “Gazeta w Białystok” (edição local da “Gazeta Wyborcza”), “Kurier Poranny”, “Gazeta Współczesna”, Radio Białystok, Radio 5, TVP Białystok.

### Eventos cíclicos
Eventos cíclicos ocorrem principalmente durante a temporada de férias. Esses incluem:
- Festival Internacional de Jazz Tradicional “Augustowskie Spotkania z Louisem Armstrongiem”
- Competição de Esqui Aquático NETTA CUP
- Balladowe Nocki nad Neckiem — concertos de poesia cantada e canções de atores
- Camerata Augustoviana — concertos de música clássica
- Letnia Filharmonia Aukso — concertos de música clássica em vários locais da região
- Teatro de Verão em Augustów
- Campeonato polonês em qualquer coisa flutuante “Co ma pływać, nie utonie”
- Torneio dos Amigos das Três Cidades — competição entre representantes de Augustów, Szklarska Poręba e Polskie Radio Program III
- Dias de Augustów — uma série de eventos que acontecem em maio no aniversário da concessão dos direitos da cidade
- Augustów Motonoce

Os eventos ao ar livre acontecem principalmente na Praça Sigismundo Augusto, nas avenidas do rio Netta e do lago Necko.

## Comunidades religiosas

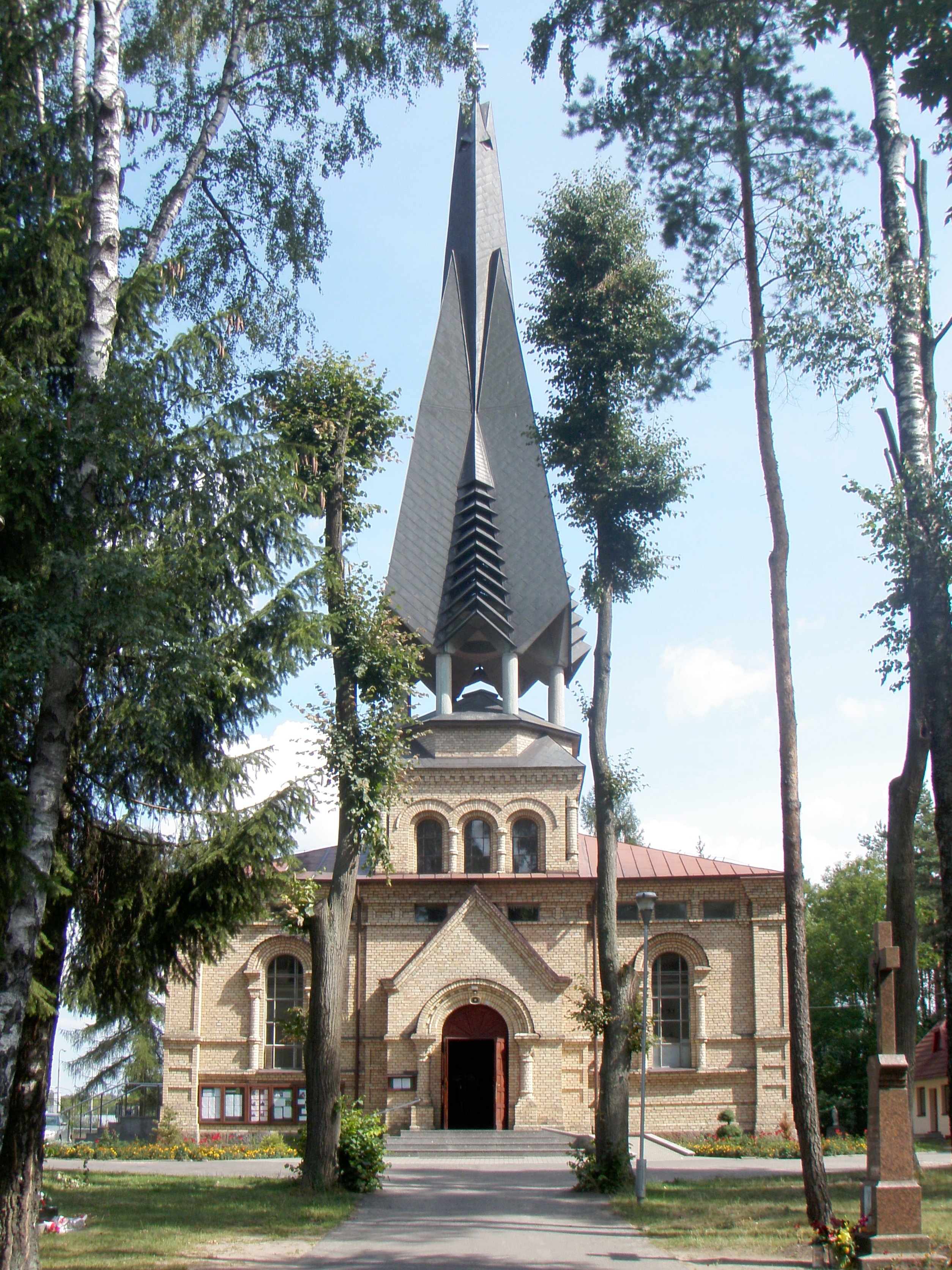
Igreja de Nossa Senhora de Częstochowa, uma antiga igreja da guarnição

### Catolicismo
Igreja Católica na Polônia:
- Paróquia do Sagrado Coração de Jesus[72]
- Paróquia da Sagrada Família[73]
- Paróquia de São João Batista[74]
- Paróquia da Divina Misericórdia[75]
- Paróquia de Nossa Senhora de Czestochowa[76]
- Paróquia de Nossa Senhora do Escapulário em Studzieniczna[77]

As paróquias de Augustów fazem parte da diocese de Ełk. A cidade é sede de duas foranias: Mãe de Deus, Rainha da Polônia e de São Bartolomeu, o Apóstolo.
Congregações religiosas:
- Congregação das Irmãs Franciscanas da Família de Maria[80]
- Congregação das Irmãs de Nossa Senhora do Loreto[81]
- Congregação das Irmãs Ursulinas do Coração Agonizante de Jesus[82]

### Ortodoxia
Igreja Ortodoxa Polonesa:
- Paróquia da Ascensão de Cristo, pertencente à forania de Sokółka na diocese de Białystok-Gdańsk[83]
  - Igreja paroquial de Assunção do Senhor, na praça Sigismundo Augusto 4 (na rua Mazurska 16, está sendo construída a igreja do Ícone da Mãe de Deus em Augustów, que substituirá a atual).[84]

### Protestantismo
- Igreja de Deus na Polônia:

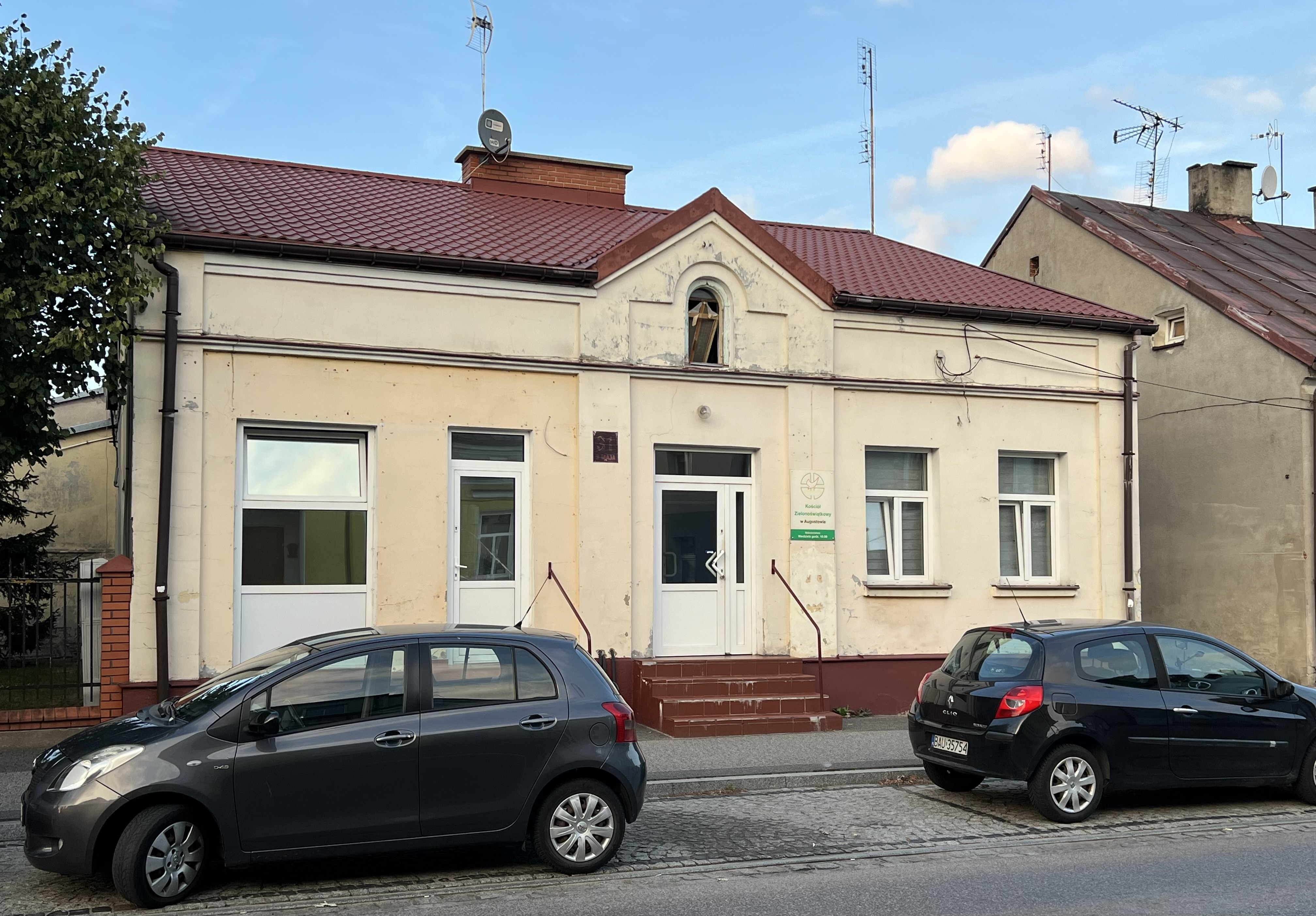
Igreja Pentecostal

  - Igreja de Deus “Dom Wody Żywej” em Augustów, rua M. Konopnicka 14[85]
- Igreja Pentecostal na Polônia:
  - Igreja Pentecostal em Augustów, rua 3-go Maja 31/2A[86][87]

### Testemunhas de Jeová
- Igreja de Augustów (Salão do Reino, rua Żurawia 29).

## Esportes

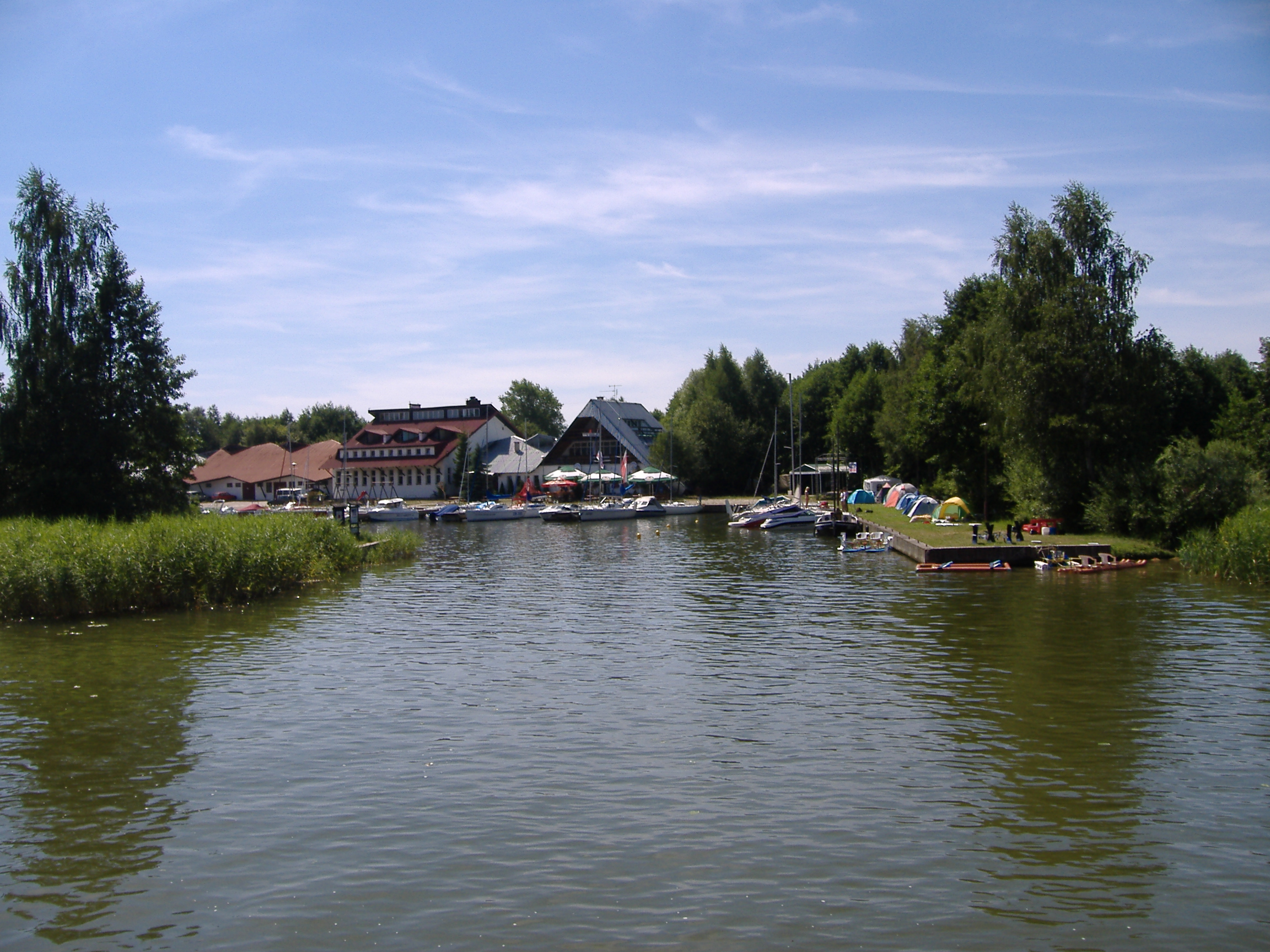
Porto em Augustów

- AKS Sparta Augustów — futebol masculino, canoagem
- ATP Augustów — natação
- UKS MOS Nord Augustów — vela
- UKS Centrum Augustów — voleibol
- UKS Technik Augustów — atletismo
- Storm GO Augustów — boxe

Augustów seria a arena do Campeonato Mundial de Canoagem em 1942, o que não aconteceu devido às ações da Segunda Guerra Mundial.